# 福井駅 (福井県)
福井駅（ふくいえき）は、福井県福井市中央一丁目にある、西日本旅客鉄道（JR西日本）・ハピラインふくい・えちぜん鉄道の駅である。
福井市の代表駅。JR西日本の北陸新幹線・ハピラインふくいのハピラインふくい線・えちぜん鉄道の勝山永平寺線が乗り入れており、勝山永平寺線の起点である。ハピラインふくいの駅には隣の越前花堂駅から分岐するJR西日本の越美北線（愛称：九頭竜線）の列車が、えちぜん鉄道の駅には2駅隣の福井口駅から分岐する三国芦原線の列車がそれぞれ乗り入れており、事実上5路線の列車が利用可能である。
本項では隣接する福井鉄道福武線の福井駅停留場（ふくいえきていりゅうじょう）についても扱う。福井駅停留場はハピラインふくい線側の西口（福井城址口）広場に乗り入れており、福武線支線の終点駅となっている。
またハピラインふくい、えちぜん鉄道、福井鉄道の3社は何れも福井県内の地方公共団体と各種の団体等が関連する第三セクターである。

## 歴史

### 国鉄・JR西日本
- 1896年（明治29年）7月15日：官設鉄道の北陸線として敦賀駅 - 福井駅間が開業した際に一般駅として開業する[1][2][3][4]。当時は終点であった。
- 1897年（明治30年）9月20日：官設鉄道が小松駅まで延伸し、途中駅となる。
- 1909年（明治42年）10月12日：線路名称が制定され、北陸本線の所属となる。
- 1933年（昭和8年）10月23日-10月30日：県内で陸軍特別大演習。昭和天皇の巡幸に伴いお召し列車が発着[5]。これに伴い駅舎を拡張する[6]。
- 1945年（昭和20年）7月19日：福井空襲により駅舎が全焼[6]。その後、バラックの仮駅舎を設置する[6]。
- 1947年（昭和22年）8月：木造駅舎を再建[6]。
- 1948年（昭和23年）6月28日：福井地震により駅舎が半壊[6][7]。
- 1949年（昭和24年）春：駅舎再建[7]。
- 1951年（昭和26年）7月2日：午後10時40分ごろ、待合室屋根裏から出火し、駅長室を除いて全焼する[6][7]。
- 1952年（昭和27年）12月1日：貨物の取り扱い業務の一部を新設の南福井駅に移管[2][8]。
- 1953年（昭和28年）3月：3代目の駅舎に改築、福井ステーションビル[4]が完成。
- 1956年（昭和31年）12月15日：越美北線（九頭竜線）が福井駅 - 勝原駅間で開業[9]。
- 1959年（昭和34年）2月1日：貨物の取り扱いを全廃（旅客駅となる）[2]。
- 1986年（昭和61年）11月1日：荷物の取り扱いを廃止。
- 1987年（昭和62年）4月1日：国鉄分割民営化により西日本旅客鉄道（JR西日本）の駅となる。
- 1990年（平成2年）12月25日：ハープの接近・発車メロディを導入する[10]。2000年の北陸線CTC化まで採用。
- 1996年（平成8年）7月10日：福井駅付近連続立体交差事業の起工式[11]。
- 1998年（平成10年）6月：仮線敷設工事開始。
- 1999年（平成11年）12月20日：北陸本線（上り線）が仮線に移行。
- 2000年（平成12年）6月5日：北陸本線（下り線）が仮線に移行。全線の仮線切り替え完了。
- 2005年（平成17年）
  - 2月27日：駅舎新築に先立ち福井ステーションビルが閉店。
  - 4月18日：駅付近の在来線高架化が完成し、新駅舎および商業施設の「プリズム福井」が開業[12][13][14]。
  - 6月4日：北陸新幹線福井駅部工事着工。
- 2007年（平成19年）4月19日：福井駅東口のAOSSAが開業。
- 2009年（平成21年）2月19日：北陸新幹線の福井駅周辺部分が完成。えちぜん鉄道の高架化まではえちぜん鉄道が暫定的に使用する[15]。
- 2017年（平成29年）3月13日：発車メロディを葉加瀬太郎作曲の「悠久の一乗谷」に変更[16][17]。
- 2018年（平成30年）
  - 3月27日：福井駅西口広場にバスのりばが開業[18]。
  - 9月8日：自動改札機の供用開始[19][20][21]。
  - 9月15日 - 交通系ICカード「ICOCA」の利用が可能（北陸本線内のみで、越美北線六条 - 九頭竜湖間は使用できない）となる[19][20][21][22]。
- 2020年（令和2年）10月5日：北陸新幹線駅舎の工事着工[23][24]。
- 2023年（令和5年）5月28日：北陸新幹線開業を見据えた駅商業施設の再開発のため、「プリズム福井」が営業終了[25]。後継施設「くるふ福井駅」は下記参照。

### ハピラインふくい
- 2024年（令和6年）3月16日：北陸新幹線の金沢駅 - 敦賀駅間延伸開業に伴い[26][27][28]、新幹線福井駅が開業。また北陸本線のハピラインふくいへの移管に伴い、在来線福井駅を同社へ移管[26][27][28]。駅構内の商業施設「くるふ福井駅」が開業。[17]

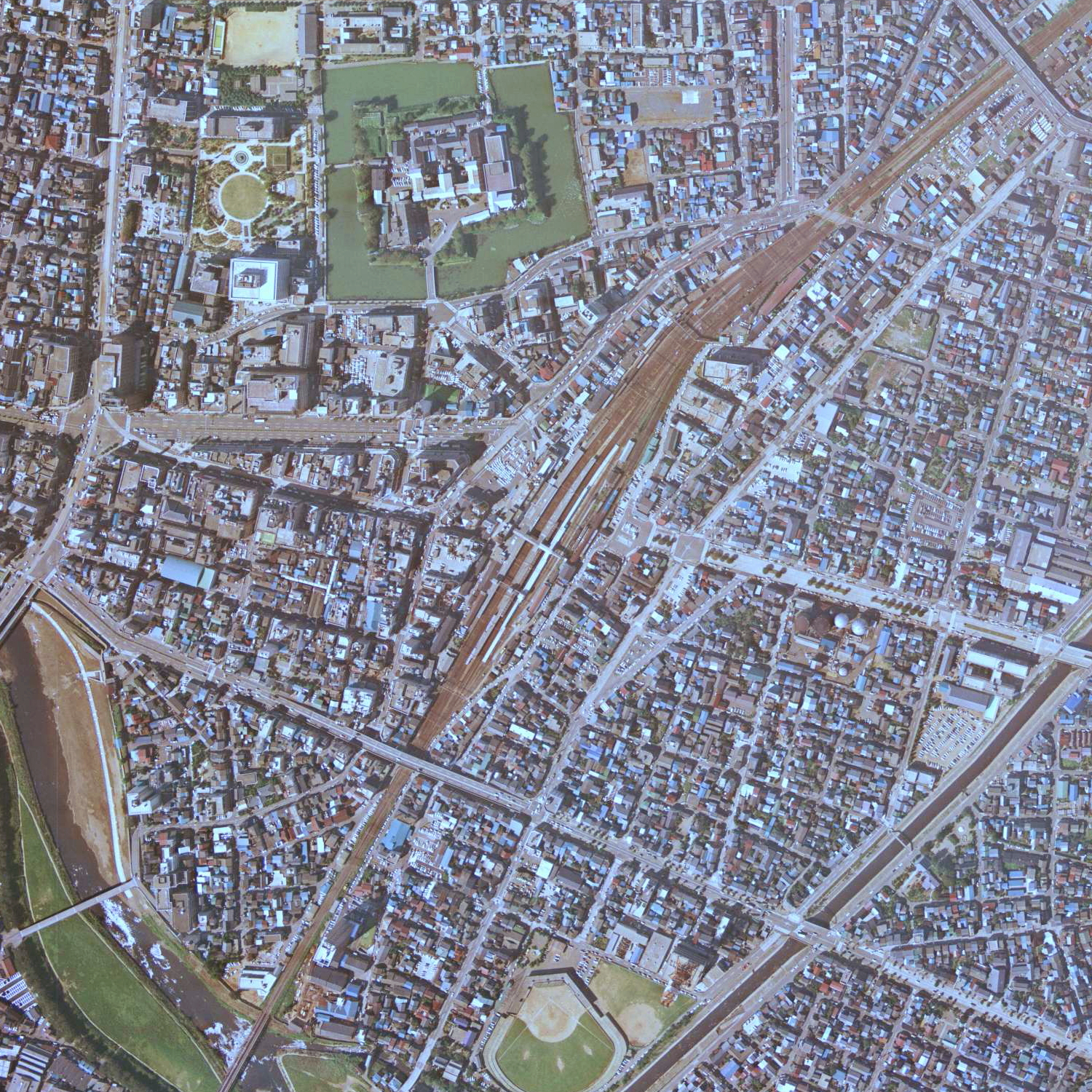
福井駅周辺の空中写真（1975年9月撮影）
国土交通省 国土地理院 地図・空中写真閲覧サービスの空中写真を基に作成
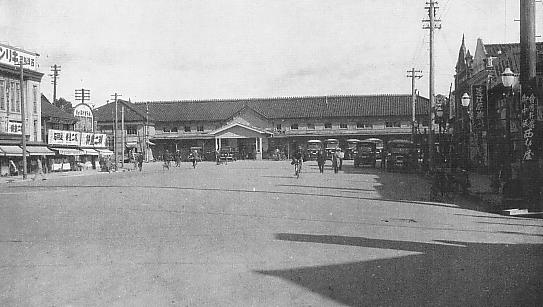
大正時代の駅舎
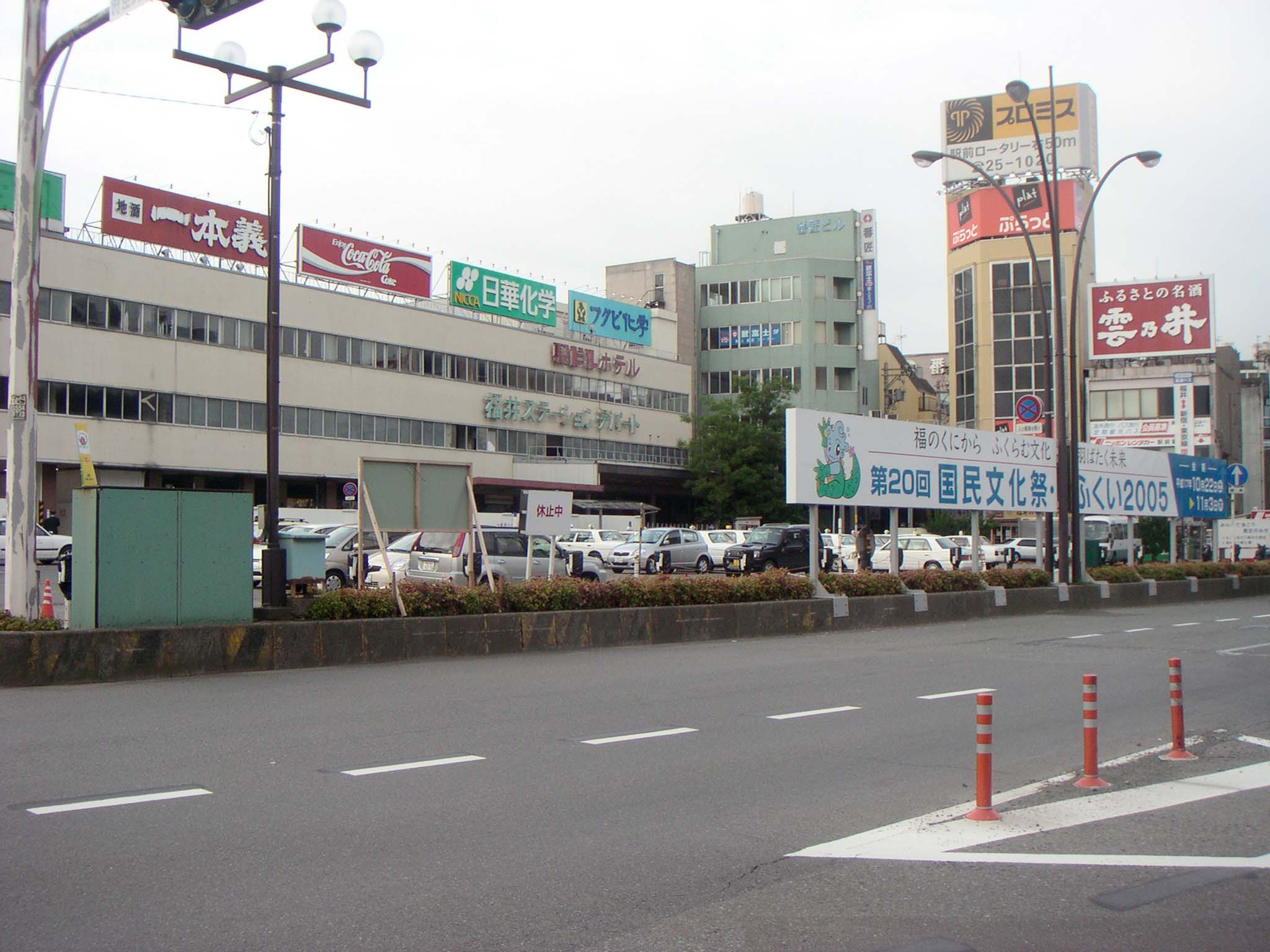
先代の西口駅舎

### 京都電燈・京福電気鉄道・えちぜん鉄道
- 1929年（昭和4年）
  - 9月21日：京都電燈越前電気鉄道線の福井駅として開業[29][30]。
  - 11月20日：三国芦原電鉄が当駅乗り入れを開始[31][32]。
- 1942年（昭和17年）3月2日：京都電燈越前電気鉄道線を京福電気鉄道が譲受け、同社の越前本線とする[33][34]。
- 1996年（平成8年）3月：福井駅付近連続立体交差事業により、仮線敷設工事開始。
- 1997年（平成9年）3月23日：京福電気鉄道の線路を仮線に移行、仮設駅の営業を開始[35]。
- 2001年（平成13年）6月24日：京福電気鉄道が半年で2度の列車正面衝突事故のため国土交通省から列車運行停止命令を受ける[36][37]。
- 2003年（平成15年）
  - 2月1日：路線譲渡に伴い、えちぜん鉄道の駅になる[37]。
  - 7月20日：えちぜん鉄道が運行を一部再開[37]。
- 2015年（平成27年）9月27日：北陸新幹線の高架を使用して、当駅 - 福井口駅間を仮高架化[38][39][40][41]。
- 2018年（平成30年）6月24日：えちぜん鉄道高架橋での営業運転を開始[40][42][43][44]。

### 福武電気鉄道・福井鉄道
- 1933年（昭和8年）10月15日：福武電気鉄道（現在の福井鉄道）の福井停車場前停留場として開業[45][46]。
- 1972年（昭和47年）10月12日：無人化される[47]。
- 2009年（平成21年）2月24日：名古屋鉄道(株)が撤退し上下分離方式の第三セクター鉄道の形態となる。
- 2016年（平成28年）3月27日：JR福井駅西口広場へ延伸し[18][48]、福井駅前停留場から福井駅停留場へ改称[49][50]。
- 2023年（令和5年）4月14日：この日をもってハピリン別棟の福井市観光案内所「ウェルカムセンター」で行っていた乗車券発売を終了し、再び無人化[51]。
- 2024年（令和6年）3月2日 ハピリン別棟の福井市まちなか案内所（福井市観光案内所「ウェルカムセンター」を改称）にて乗車券発売を再開。

## 駅構造

### JR西日本
金沢支社が管理する直営駅。
2005年6月に建設が開始され、2009年2月にホーム以北800メートル分が完成した。県庁所在地の駅であるが、通過線や待避線のない島式ホーム1面2線のみの構造である。島式ホーム1面2線の駅は、新幹線の駅では全国的にも非常に珍しいとされる。
ホーム長は312 mで、12両編成のE7系・W7系が停車できる構造となっている。
国鉄時代の計画では在来線上部を含む3階の2面4線だったが、「過剰設備」との非難から計画は1面2線に縮小された。その後、福井駅に接続する当時の京福電気鉄道（えちぜん鉄道の前身）の駅の上部（3階）に建設する計画となったが、京福の存廃問題の影響か、最終的には2階への整備に変更された。新幹線が在来線とえちぜん鉄道に挟まれる窮屈な配置になり、駅の一部を張り出して造ることで通路幅を確保する案が出された。
新幹線駅デザインは市内産の笏谷石を使用して「和」を演出し、外観に関しては一乗谷朝倉氏遺跡や永平寺の唐門がモデルとなっている。ホームの天井・床も木調にする。両ホームに設置されるホームドア（可動式安全柵）には、福井県立恐竜博物館など福井の名所の写真が展示されている。
外観は2021年8月にほぼ完成した状態となっており、駅舎は2022年8月25日に工事が完了。また、新幹線駅の開業に合わせ、東口に「一乗谷口」、西口に「福井城址口」の愛称が追加された。1階改札外コンコースのJR西日本区画には屋外に直接繋がる出入口はなく、西口（福井城址口）へはハピラインふくいの駅改札外コンコース、東口（一乗谷口）へは福井市観光交流センターの吹抜区画を通ることとなるが、両方向とも境界部が壁や扉で仕切られておらず（ハピラインふくいとの境界部にはシャッター設備があるが平時は終日開放）、ひとつながりの空間となっている。
改札口を3箇所設けており、うち1階北側（東京駅寄り）のA改札は新幹線列車の1 - 6号車、その向かい側となる1階南側（敦賀駅寄り）のB改札が7 - 12号車に近い旨の案内表示をしている。また、A改札内方の中2階にはハピラインふくい線（越美北線、IRいしかわ鉄道線直通列車を含む）への乗り換え改札があり、その手前にハピラインふくいが券売機を設置、福井駅からハピラインふくい線内各駅、同線越前花堂駅または敦賀駅を経てJR西日本在来線の福井県内各駅、大聖寺駅を経てIRいしかわ鉄道線各駅への乗車券購入、ICOCAほかの交通系ICカード全国相互利用サービス参加カード・スマートフォンへの残額チャージなどができる。また、ハピラインふくい改札内の中2階から連絡通路を経てJR西日本区画へ入ってすぐの乗り換え改札口手前に、ハピラインふくい線からの乗換利用客向けの、みどりの窓口並びにみどりの券売機を設置、北陸新幹線各駅やその先のJR各路線等への乗車券類を発売している。
事務管コードは▲541430を使用する。

#### のりば
| のりば | 路線       | 方向 | 行先           |
| ------ | ---------- | ---- | -------------- |
| 11     | 北陸新幹線 | 上り | 金沢・東京方面 |
| 12     | 北陸新幹線 | 下り | 敦賀方面       |

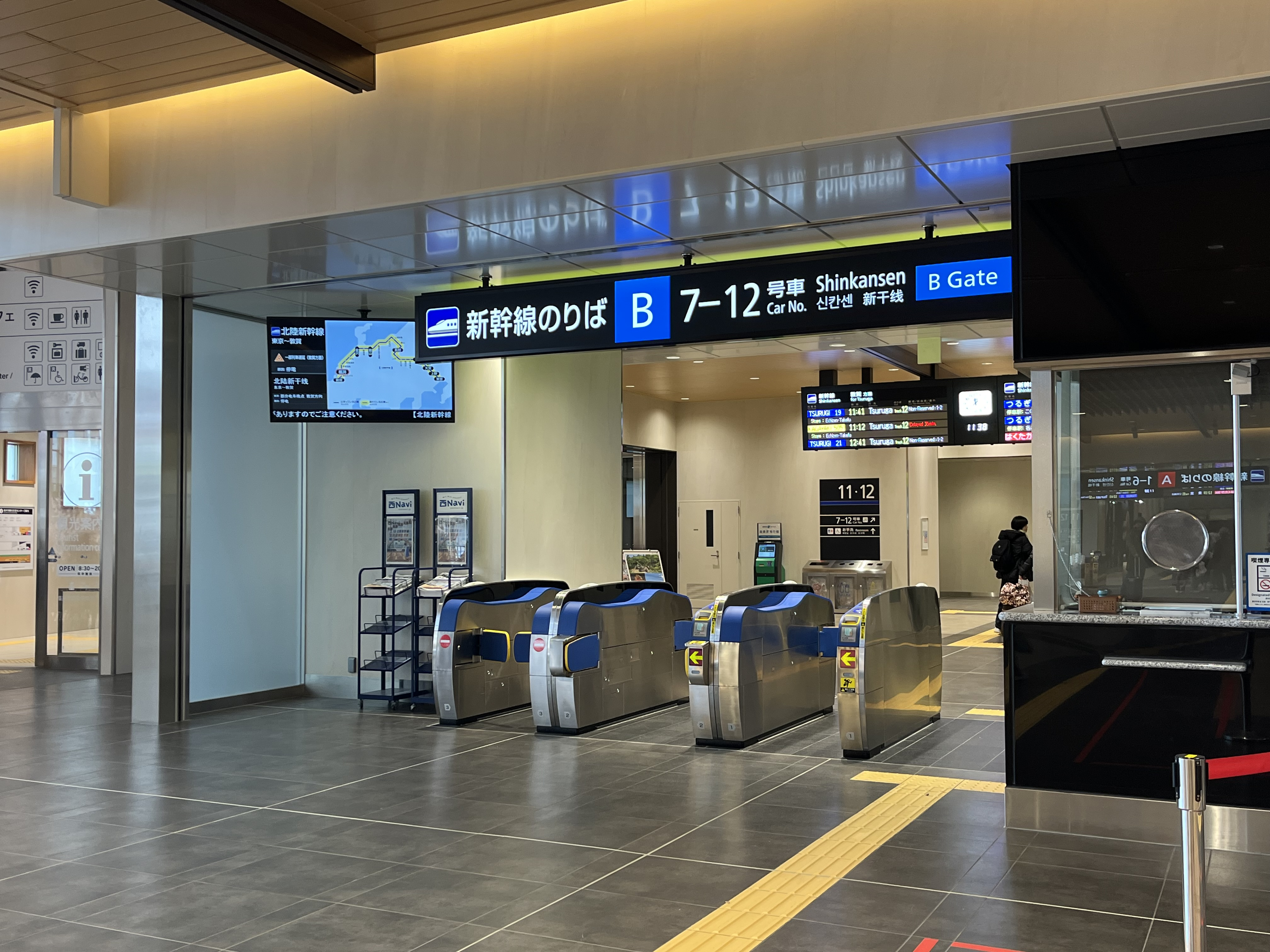
北陸新幹線B改札（2024年3月）
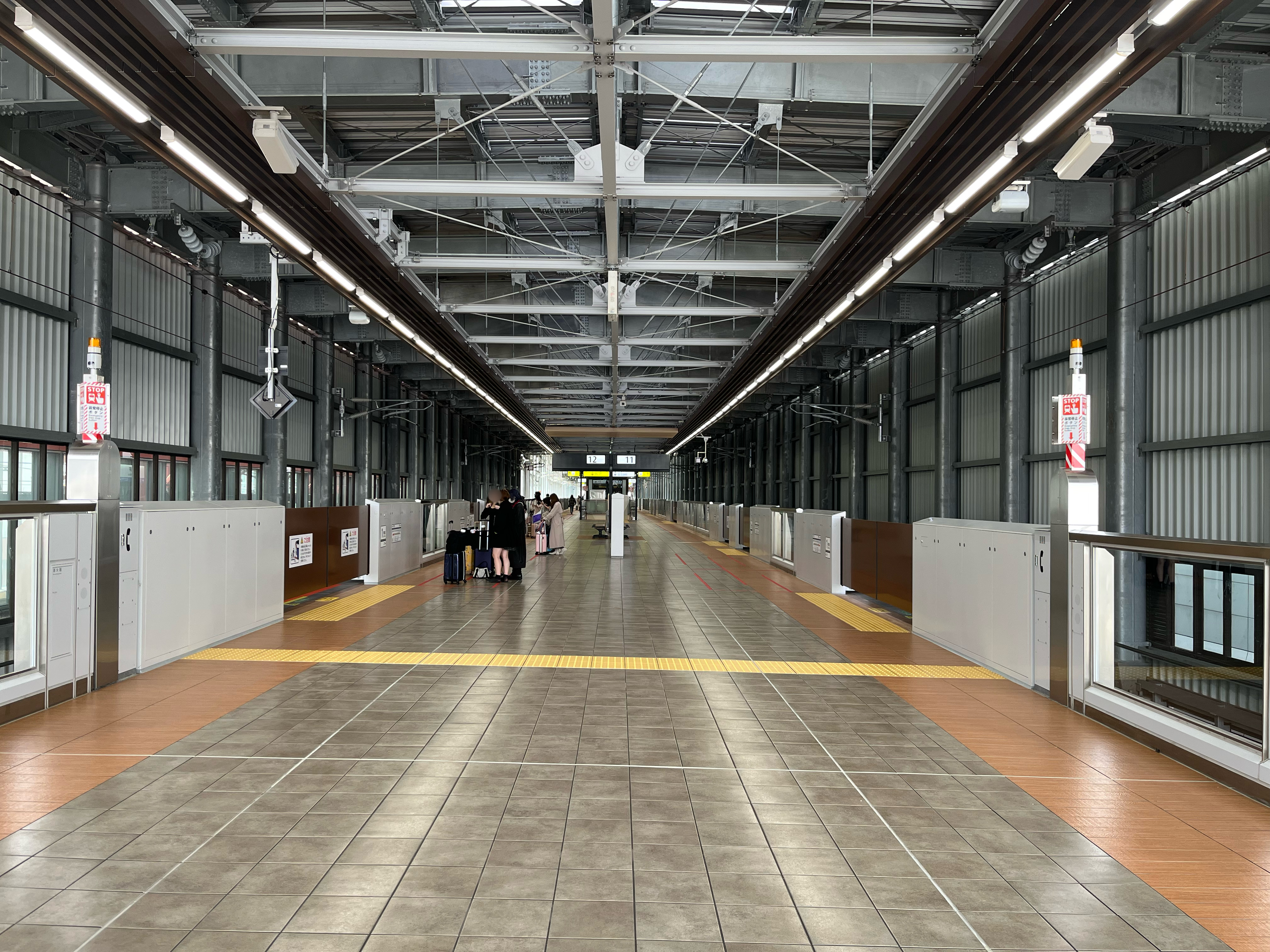
北陸新幹線11・12番のりば（2024年3月）

### ハピラインふくい
ハピラインふくいが管理する直営駅である。
2階に設置された2面5線のホームを持つ高架駅である。JR西日本越美北線（九頭竜線）との直通列車が発着する2番のりばは、3番のりばの越前花堂方の切り欠き部分にあり、気動車が入線することから架線が張られていない。ホーム屋根には、「越前海岸の岩」「九頭竜川の河岸段丘」をイメージした天窓が付けられている。改札内には有人店舗がない。
2024年（令和6年）3月15日以前のJR北陸本線時代には、特急「サンダーバード」「しらさぎ」「おはようエクスプレス」「ダイナスター」、2015年（平成27年）3月13日以前には特急「はくたか」「トワイライトエクスプレス」、2012年（平成24年）3月16日以前には特急「日本海」、急行「きたぐに」、2001年（平成13年）3月2日以前には特急「白鳥」、急行「能登」の停車駅でもあった。これらの優等列車は原則として1番・5番のりばから発車していた。

#### 発車メロディ
JR西日本時代は、演奏家の葉加瀬太郎が作曲したバイオリン曲「悠久の一乗谷」が発車メロディに使用されていた。ハピラインふくい移管後は変更前の北陸標準メロディに戻った。

#### のりば
| のりば | 路線                 | 方向 | 行先                                                             |
| ------ | -------------------- | ---- | ---------------------------------------------------------------- |
| 1      | ■ ハピラインふくい線 | 下り | 芦原温泉・金沢方面                                               |
| 2      | ■ 九頭竜線           | -    | 越前大野・九頭竜湖方面                                           |
| 3      | ■ ハピラインふくい線 | -    | 芦原温泉・金沢方面 （武生・敦賀方面行きの一部列車は3番のりば発） |
| 4      | ■ ハピラインふくい線 | -    | 武生・敦賀方面 （芦原温泉・金沢方面行きの一部列車は4番のりば発） |
| 5      | ■ ハピラインふくい線 | 上り | 武生・敦賀方面                                                   |

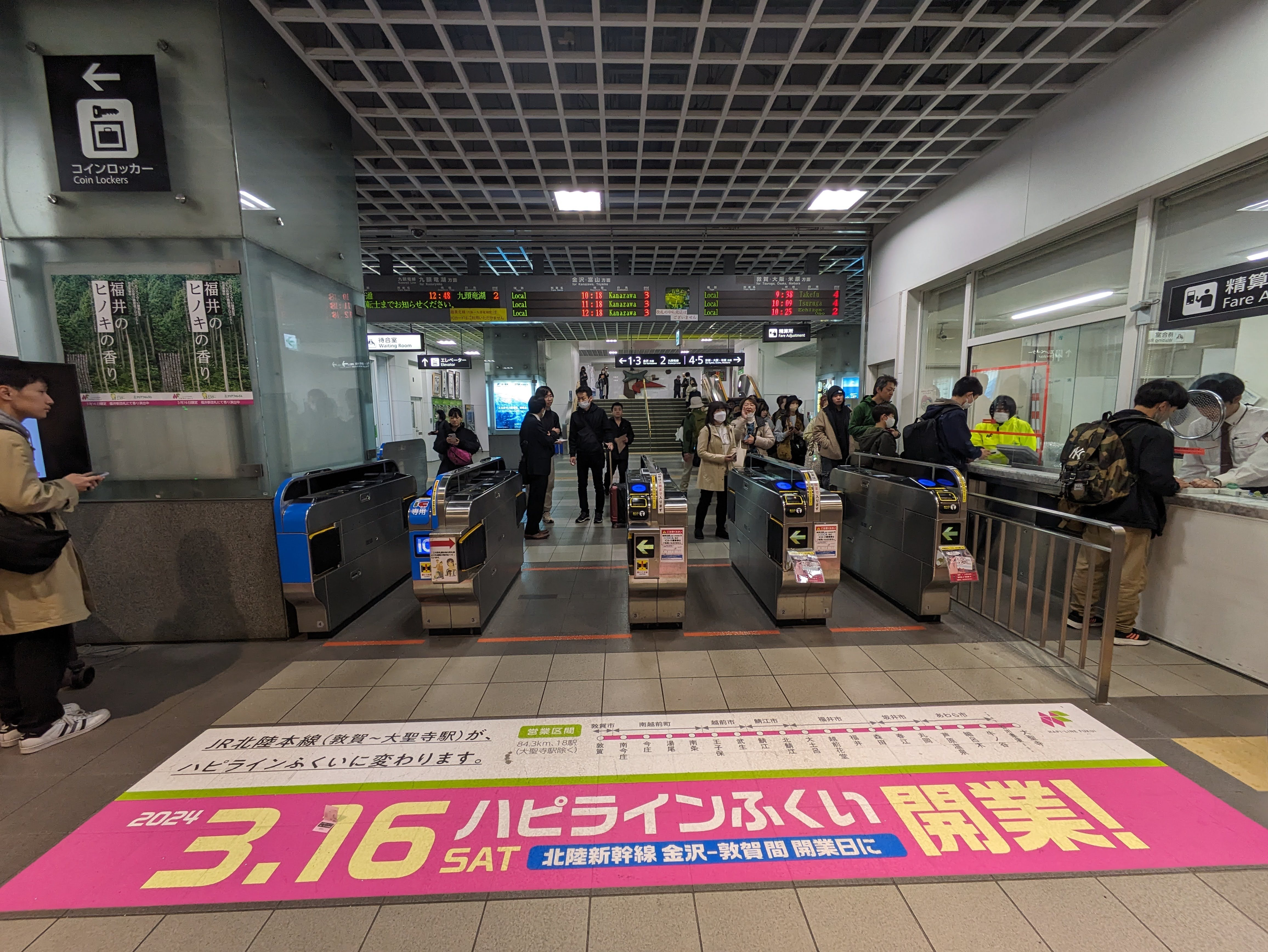
改札口（2024年3月）
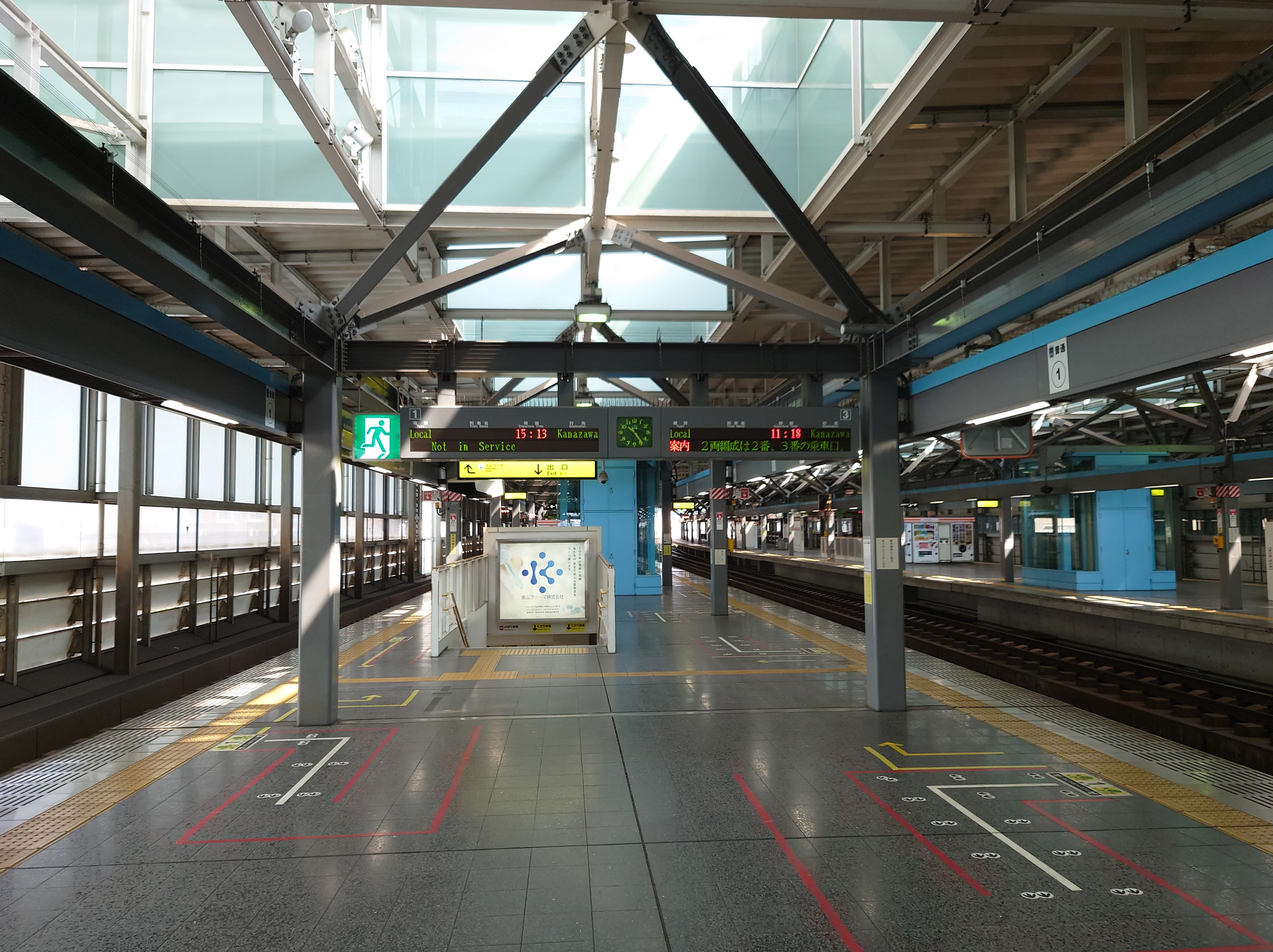
1・3番のりば（2024年9月）
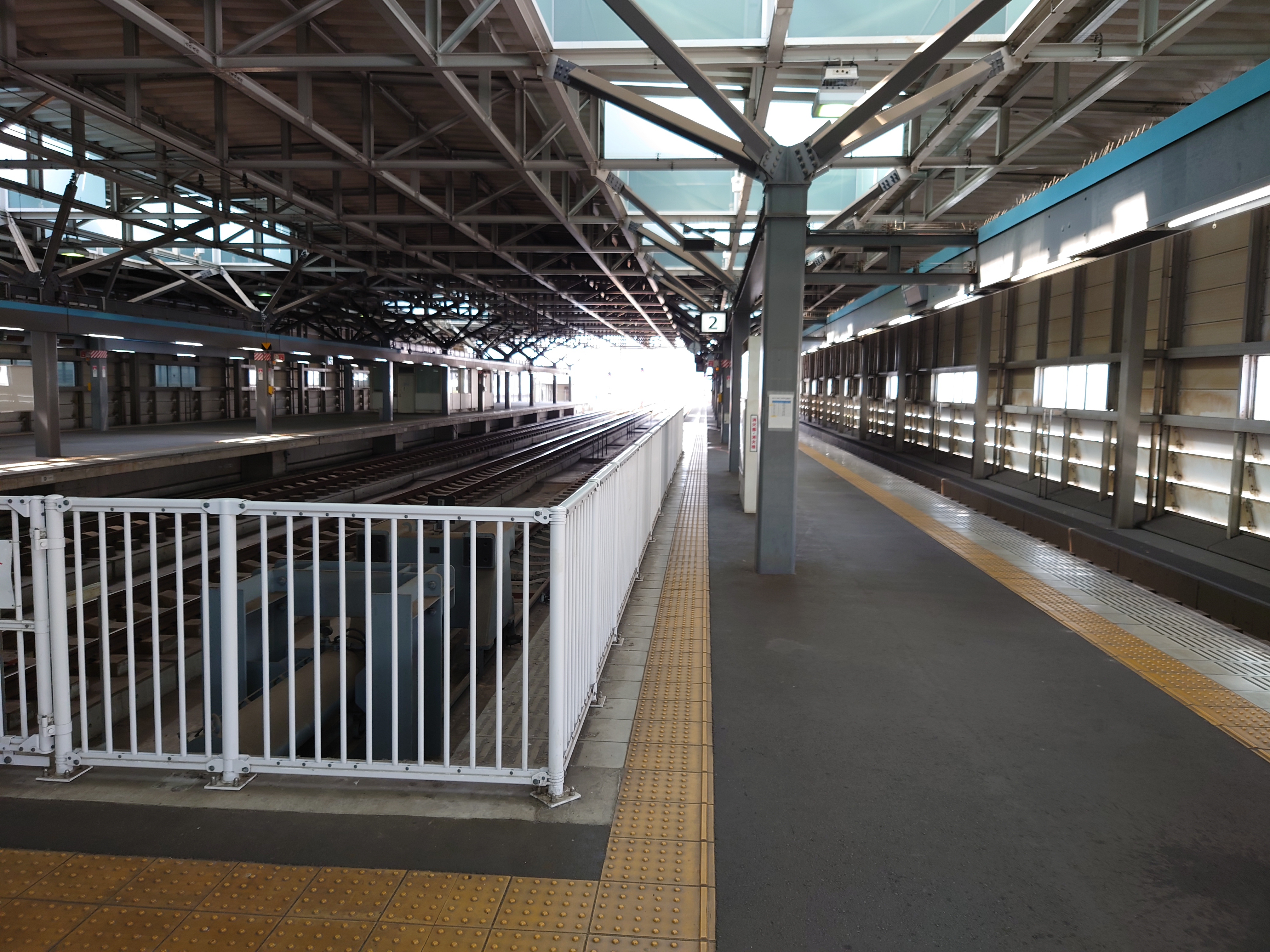
2番のりば（2024年9月）
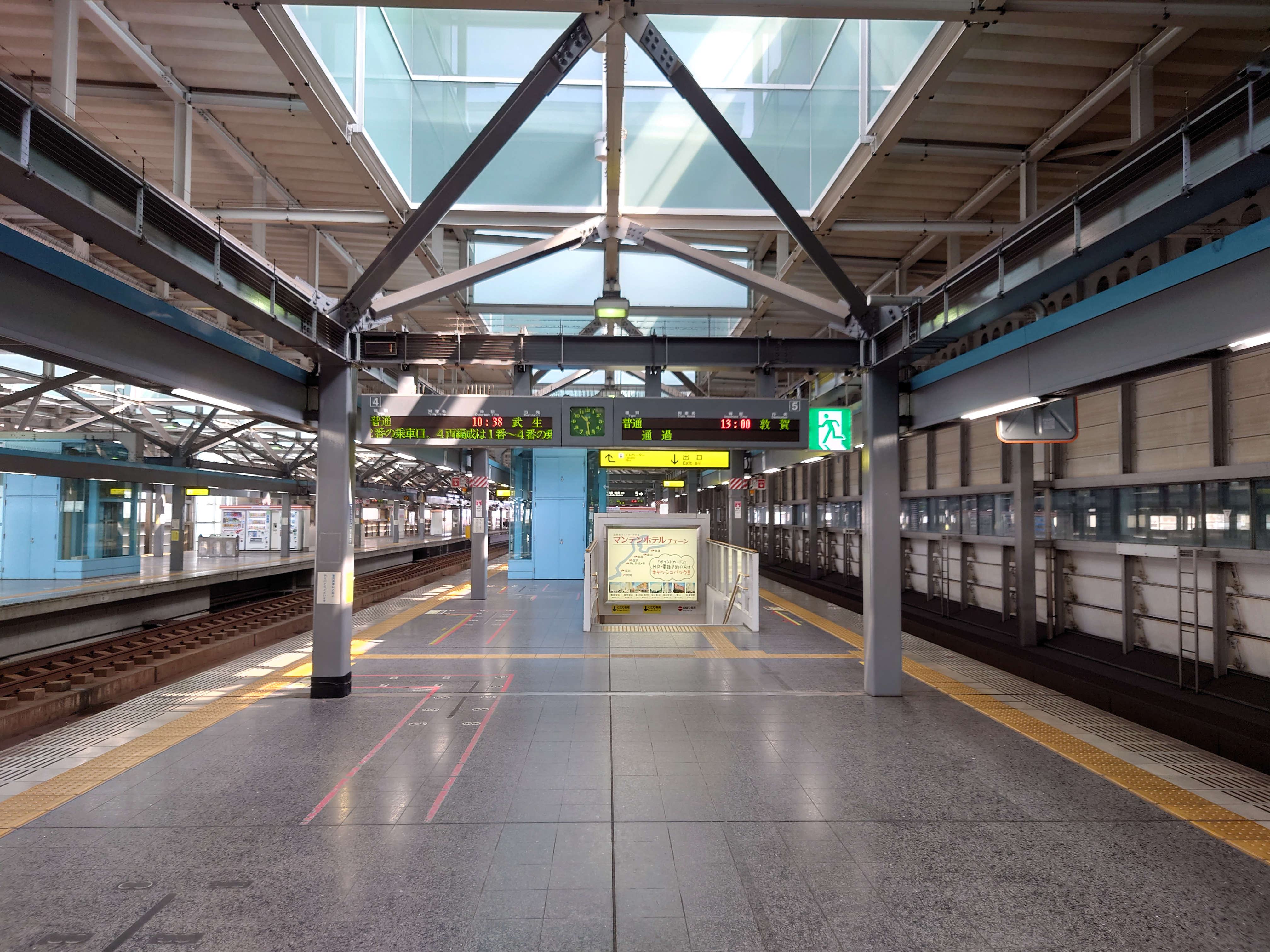
4・5番のりば（2024年9月）
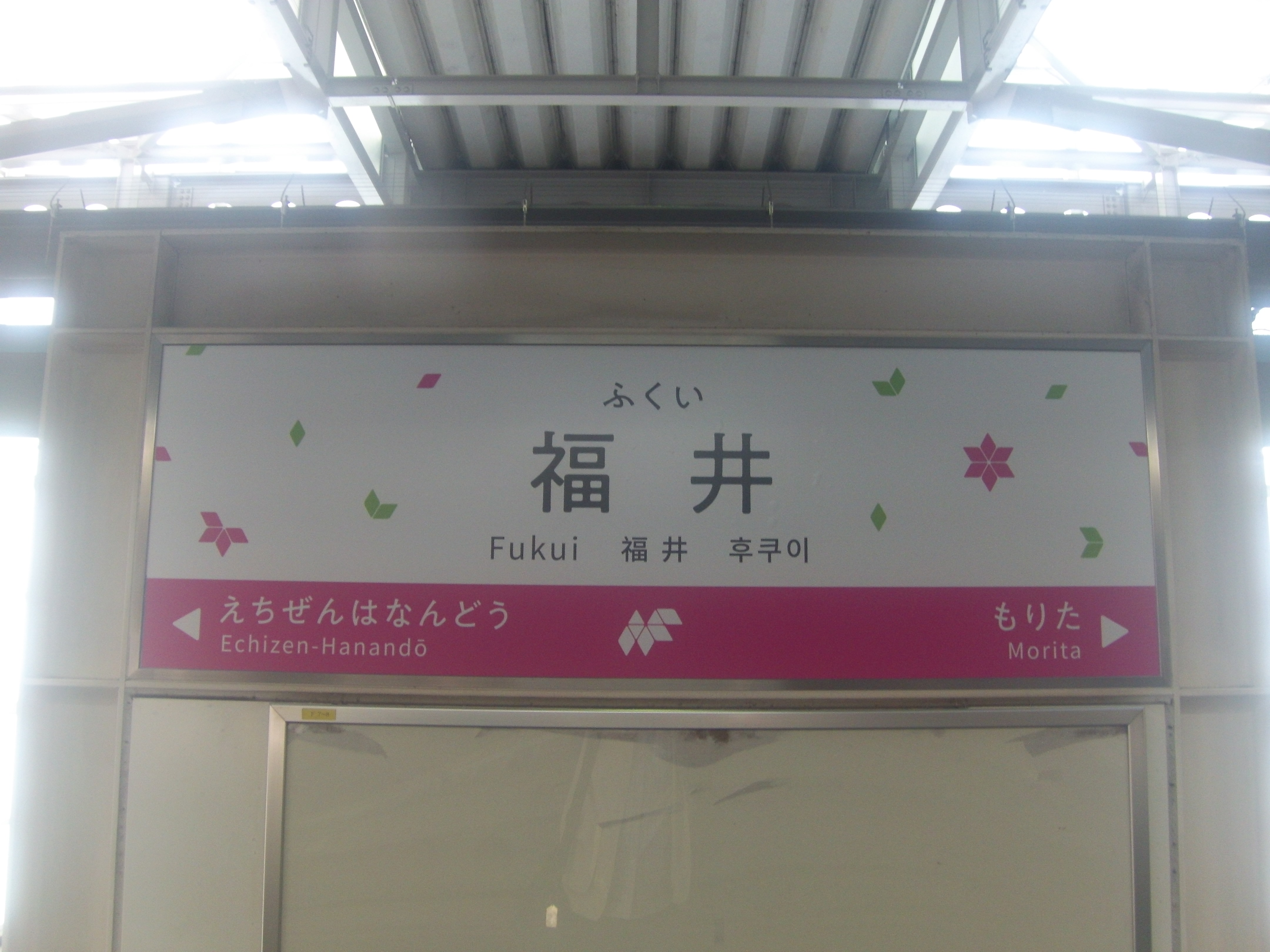
駅名標（2024年5月）

#### 構内設備

##### 太陽光発電装置の設置
駅舎屋根上には地球温暖化防止の取り組みとして、京セラが製造した太陽光発電装置（ソーラーパネル）が設置されている。

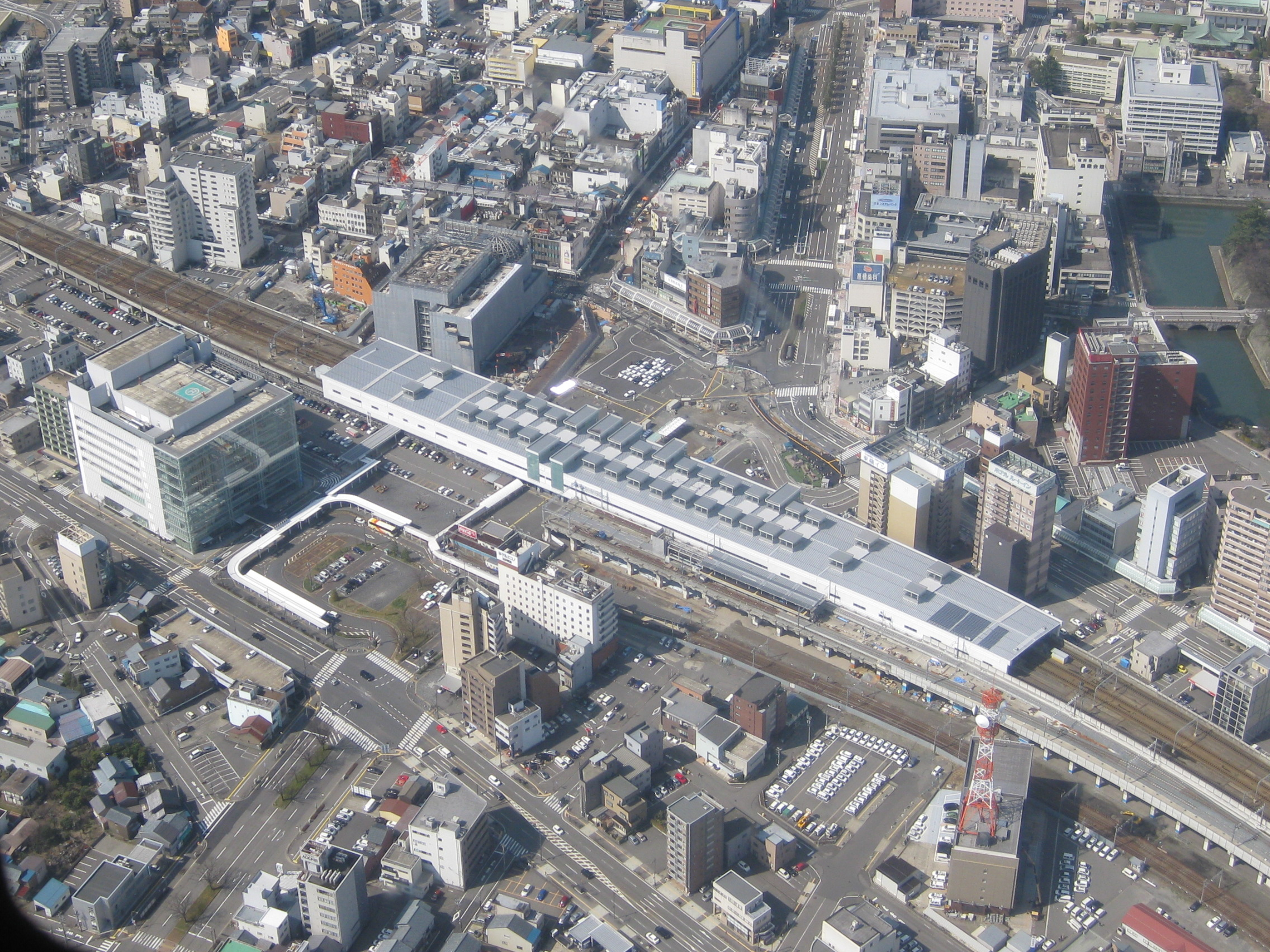
駅舎在来線屋根の右端 (金沢方)に180㎡のソーラーパネルがある
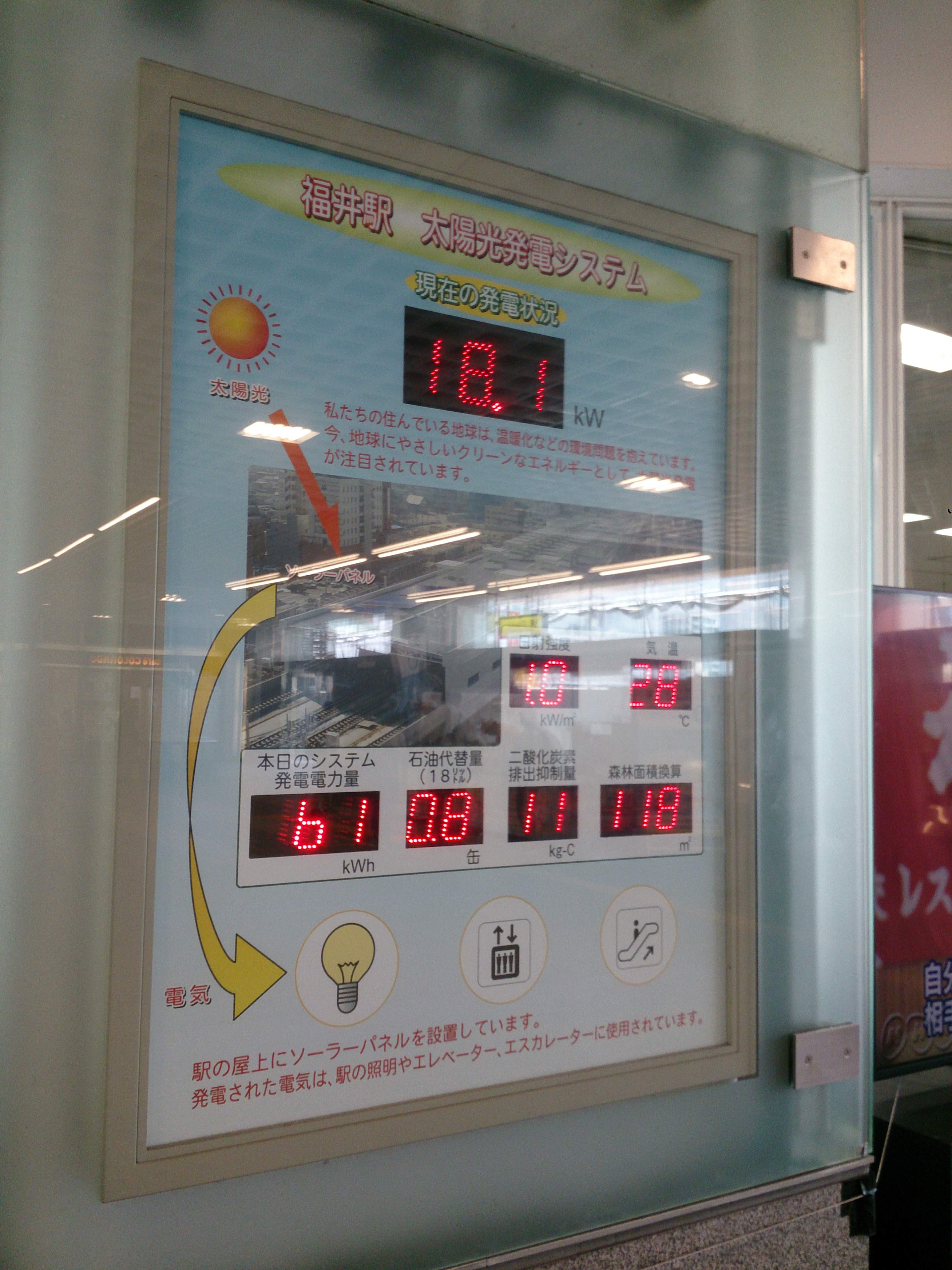
1階コンコース上の発電量表示板

##### 自動改札機の導入
自動改札機は2018年7月24日未明に設置され、運用開始まではカバーがかけられていた。9月8日に磁気券に限定して運用が開始し、9月15日からは交通系ICカード（ICOCAなど）のエリア拡大に伴い交通系ICカードの使用が可能となった。九頭竜線（六条 - 九頭竜湖）では利用できない。
自動改札機は6通路設置されており、有人通路が1通路ある。なお、北陸新幹線金沢開業後のJR西日本管内「2府16県」で自動改札機や交通系ICカードが導入されるのは福井県が最後だった。

#### コンコース

漆芸家の高橋節郎が監修した『越前幸幸』は陶板レリーフに漆で彩色され、当地の山海の幸を表現。

エレベーターやエスカレーター（昇りのみ）も設置されていて、1階の改札口と中2階のコンコース～2階のホームを結んでいる。エレベーターは福井県内の駅では小浜線の上中駅に続いて導入され、エスカレーターに至っては福井県内の駅では初めて導入された。
みどりの窓口・自動券売機・自動改札機・コンビニ・化粧室が設置されており、みどりの窓口にはe5489優先窓口が設置された。
ハピラインふくいへの移管時点では、改札前には西口の入り口から飲食店の「今庄そば」、売店（セブン-イレブン キヨスク）、コインロッカーの順に連なっている。高架駅舎開業時は駅弁販売店、旅行代理店（日本旅行）もあったが撤退して飲食店の拡張・売店の新設及び拡張に転用された。ハピラインふくい改札外の券売機は当初1台のみであったが、移管開業直後の大混雑に故障のトラブルが重なり混乱をきたしたことから、同月内に急遽2台ヘ増設となった。有人出札窓口も当初は券売機と同様、JR西日本みどりの窓口が新幹線B改札横へ移転した跡地にて営業していたが、券売機室の一部を改装して現行の券売機よりも改札側へ移転している。
1階の改札内には自動精算機、精算所、待合室がある。在来線駅高架化以来その隣にあった福井県警察鉄道警察隊は、新幹線駅開業に伴いくるふ福井駅が入居する新幹線高架下拡張エリアの南東端へ移転。中2階のコンコースには化粧室があるほか、連絡通路にてJR西日本駅舎の中2階にある乗換改札口と接続している。

##### タイムカプセル
1階階段横には北陸新幹線に関連するタイムカプセルが2個設置されている。どちらも新幹線開業に合わせて開封された。
- 福井県設置のタイムカプセル[77]

容器はE2系型。西側に設置。
- JR西日本設置のタイムカプセル[78]

容器は恐竜の卵型。東側に設置。

#### 駅ビル

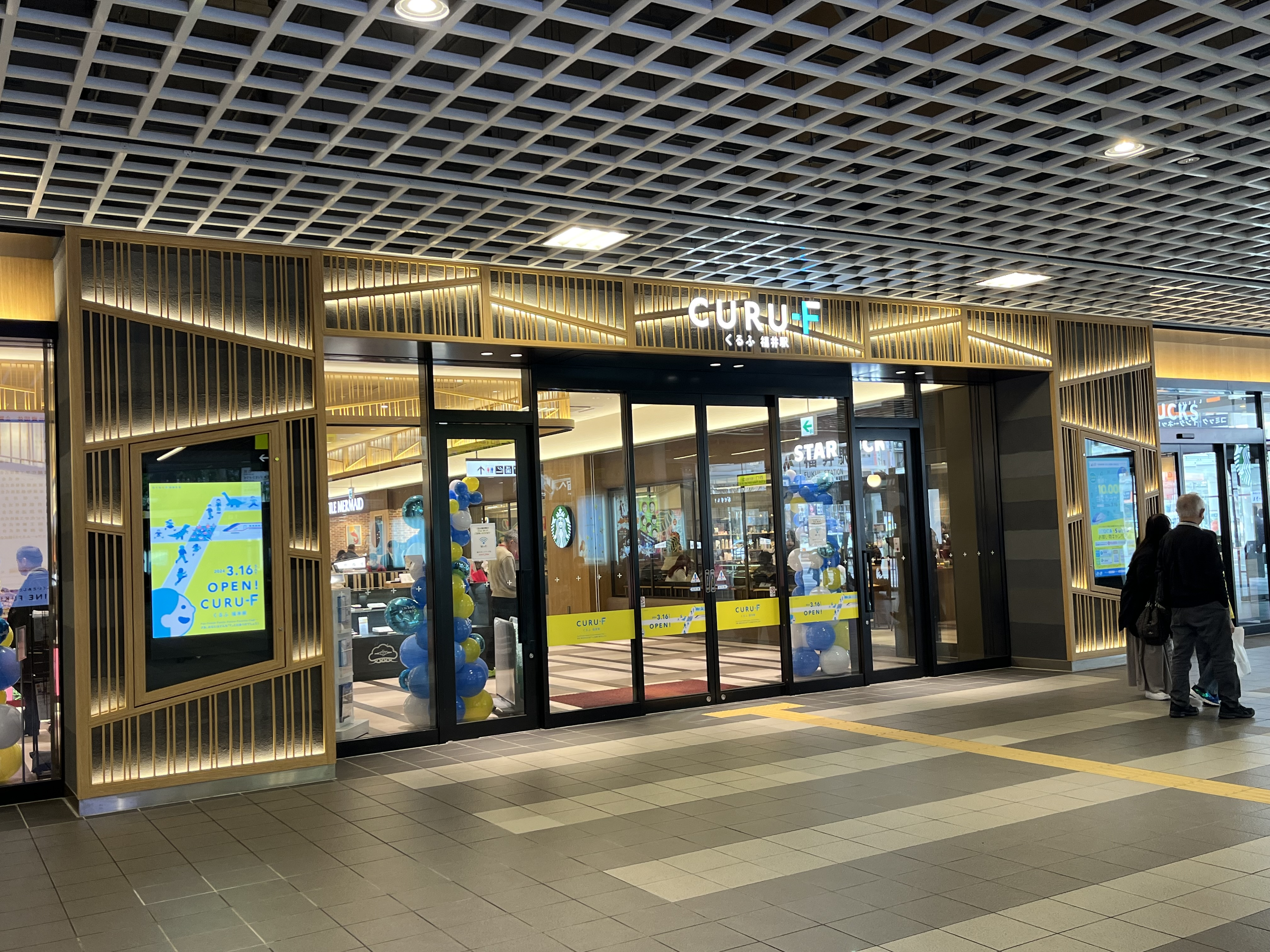
くるふ福井駅

駅高架下の施設は南北に延びている。コンコースを挟んで南側にショッピングゾーンの「くるふ福井駅」（旧称「プリズム福井」）がある。
出入口は、県庁や一般路線バス乗り場側が西口、えちぜん鉄道や高速バス乗り場側が東口で、在来線高架開業後は西口・東口両側からコンコースへ通じ、地平面での東西間通り抜けが可能になっている。

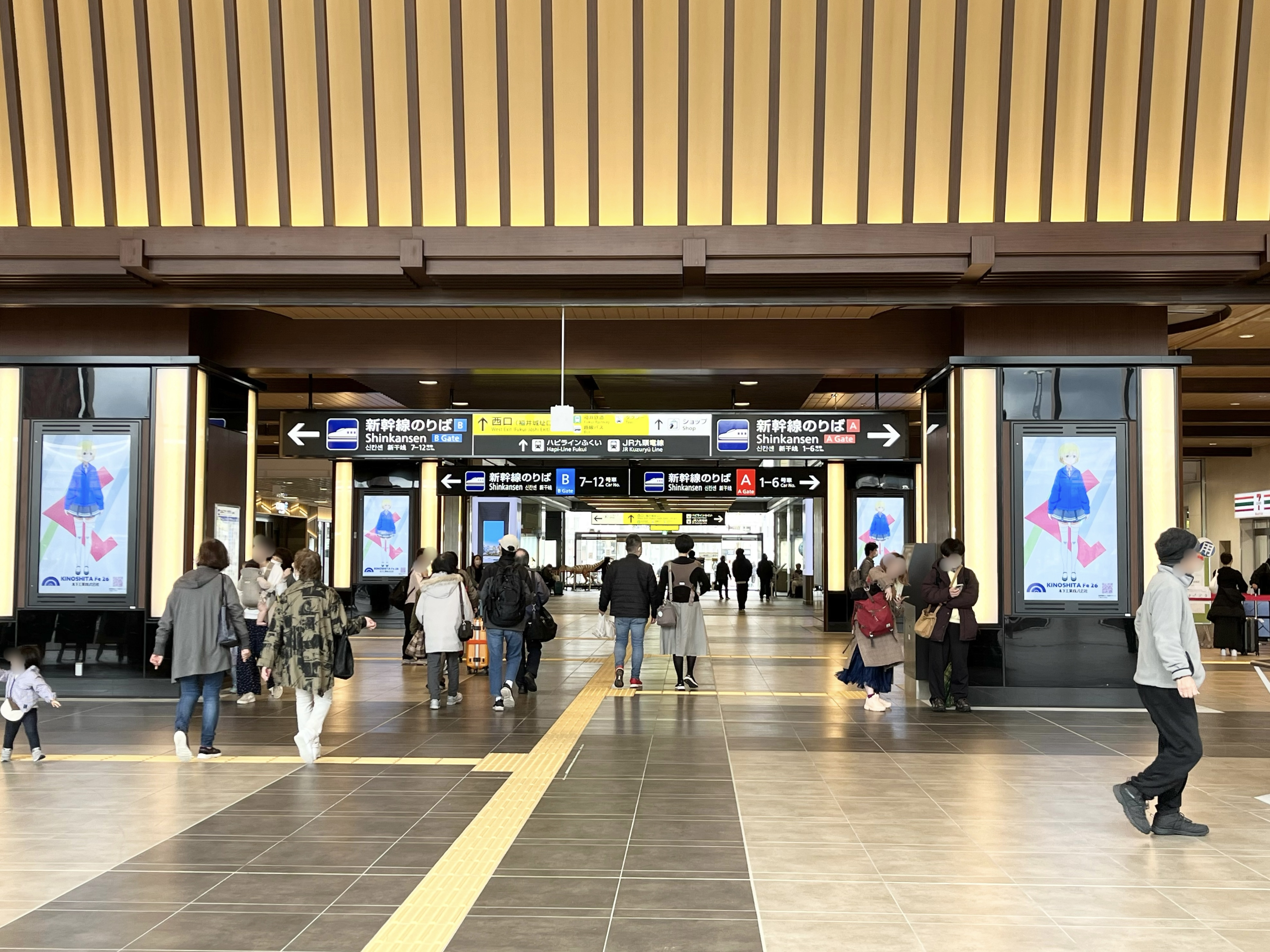
平面自由通路(奥が福井城址口)

なお、くるふ福井駅内にも平面の自由通路が1か所設けられている。

#### 旧駅舎時代
西口に大きな中央改札口があり、駅構内（東口）と駅ビル2階の跨線橋接続部にもそれぞれ改札口が設置されていた。北陸本線高架化の前段階として京福電鉄の地上仮駅工事が進捗するまでは同社との共同使用駅（工事開始前時点でJR3面6線+中線、京福1面2線+電留線、のりばは1 - 8番の通番）であり、東口は京福電鉄が管理（国鉄→JR乗車券類の一部も同社が発売）していたがこれを分離し、西口のJR駅改札外コンコースの京福電鉄券売機並びに出札窓口を廃止、跨線橋上にJR西日本が管理する新たな東口出札窓口と改札が設置され、JR在来線の高架化完成までこの状態が続いた（途中でJR西日本ホームをのちの在来線高架駅と同様の2面5線へ縮小、旧東口駅舎の解体に伴う跨線橋形状の変更、京福電鉄からえちぜん鉄道への事業譲渡が発生）。
駅ビルは「福井ステーションビル」と称し、駅ビル2階の改札については駅ビルの営業時間内にのみ利用可能となっていた。ステーションビル内には宿泊施設｢福井ステーションビルホテル｣も所在していた。
また、駅舎内の通り抜けは一切できない構造のため、反対側に連絡する際は改札外にある地下道を通る必要があった。
また、ホームでは当地の名産品の一つ「ハープ」を使用した接近・発車メロディが採用されていた。JR西日本管内の北陸地方主要駅では1980年代後半から1990年代初頭にかけて富山・金沢・福井の順に、所在地とゆかりのある楽曲などをメロディに採用する取り組みが行われていた。この楽曲を作曲したのは当地出身でハープ奏者の雨田光示 で、1990年12月25日から2000年2月8日の北陸線CTC化まで10年間採用されていた。採用当初は2曲が用意されていた が、使用終了時点では1曲のみが使用されていた。

### えちぜん鉄道
JR福井駅の東側隣接地にあり、島式ホーム1面2線を持つ高架駅である。JR・ハピラインふくいの駅東口（一乗谷口）とは屋外約15 mの屋根付き歩道を介しての接続。
1996年に鉄道高架化工事が着工され、京福電鉄時代の1997年から2001年6月24日までとえちぜん鉄道時代の2002年7月19日から2015年まで地上の仮ホームでの営業、2015年から2018年まで北陸新幹線の高架上に設けられた仮ホームでの営業となっていた。
待合室にはコインロッカーと、有料の自動コーヒーメーカーが設置されている。改札前のベンチはかつての地下道へつながる通路の跡地である。
1997年に地上の仮駅に移行する以前は、旅客ホームと本線のほか、複数の電留線があった。高架化工事に伴い用地が縮小され、地上の仮駅は、ホームに接する2本の本線の線路終端部がホームを外れた駅舎両側まで延び、電留線となる構造・配線となっていた。電留線と本線部分との境界には入換信号機が建植されており、電留線部分には2両編成各1本が収容できた。この配線は2018年に完成した高架駅においても踏襲されており、2本の本線の線路終端部はホームを外れた先まで延び、電留線となっている。

#### のりば
| 番線  | 路線          | 行先                       |
| ----- | ------------- | -------------------------- |
| 1 - 2 | ■三国芦原線   | あわら湯のまち・三国港方面 |
| 1 - 2 | ■勝山永平寺線 | 永平寺口・勝山方面         |

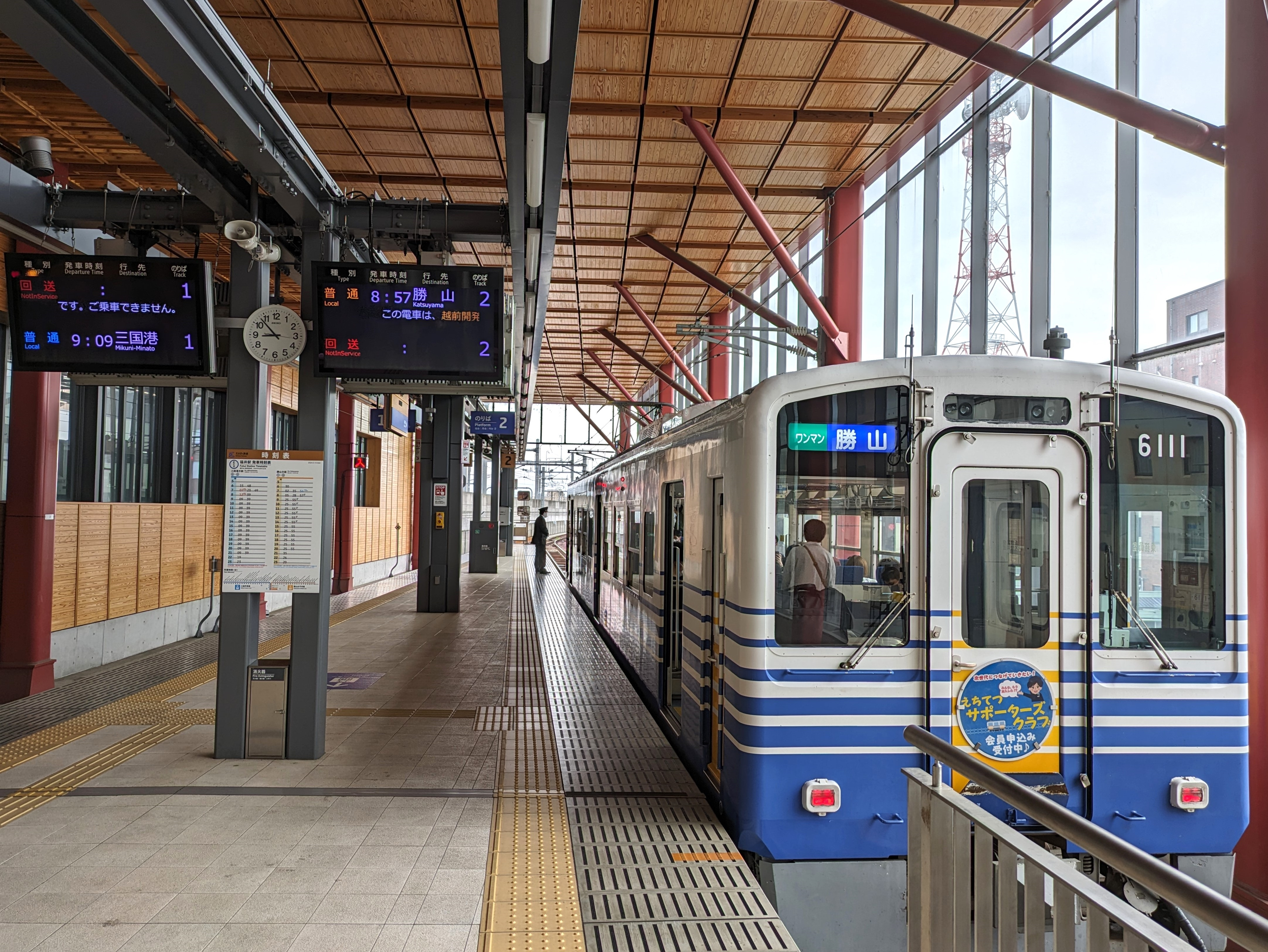
ホーム（2024年5月）
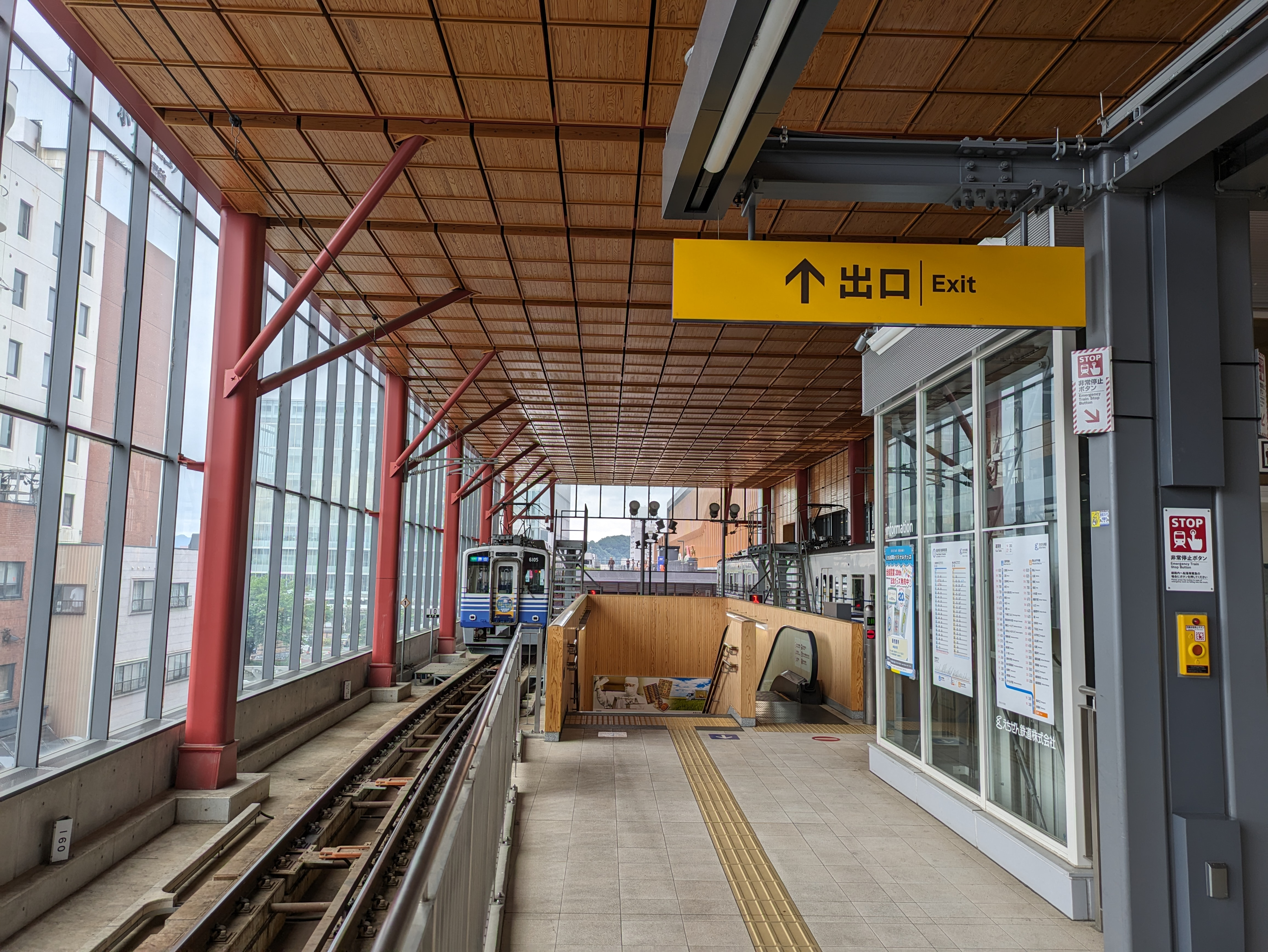
ホーム（2024年5月）
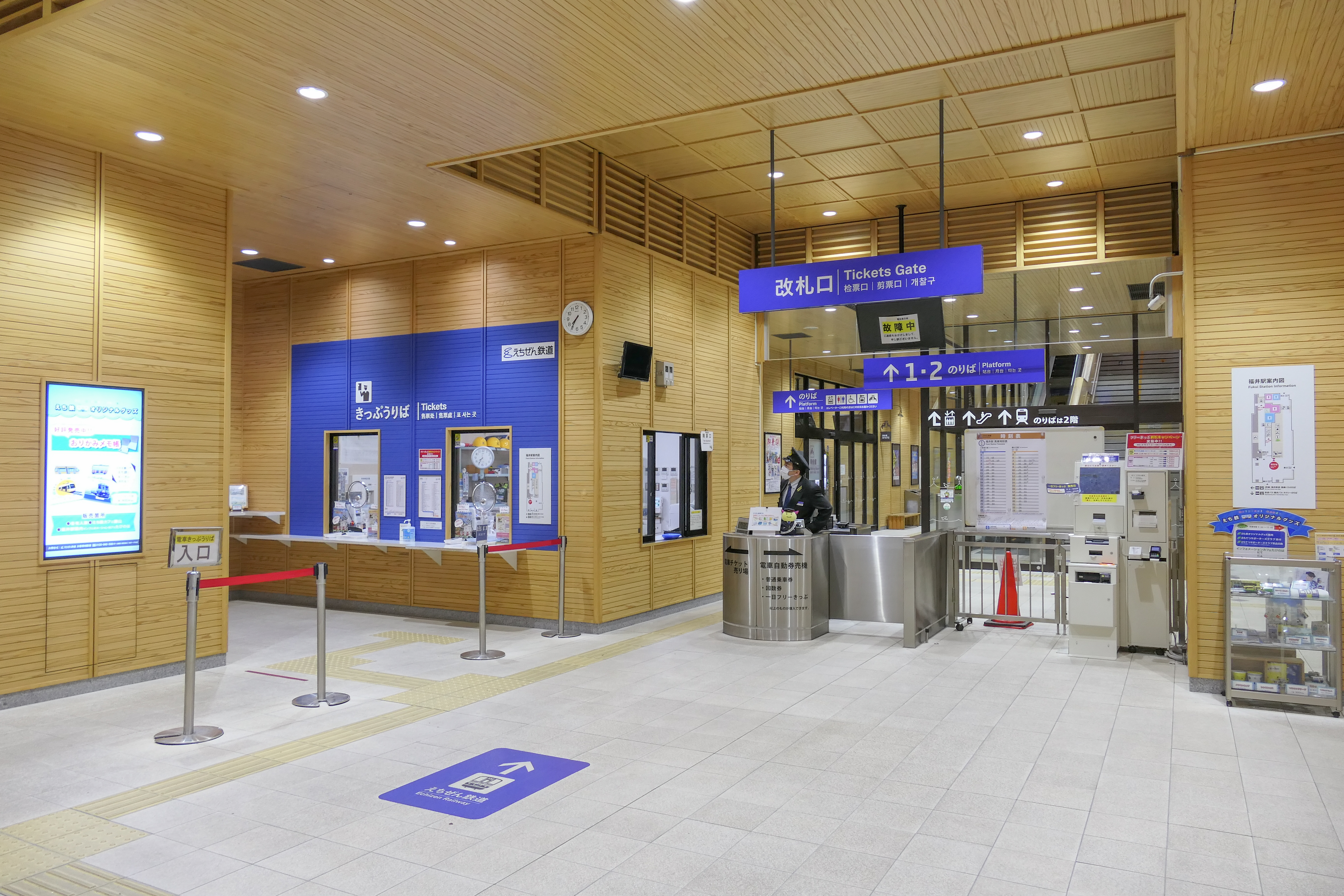
改札口（2022年11月）
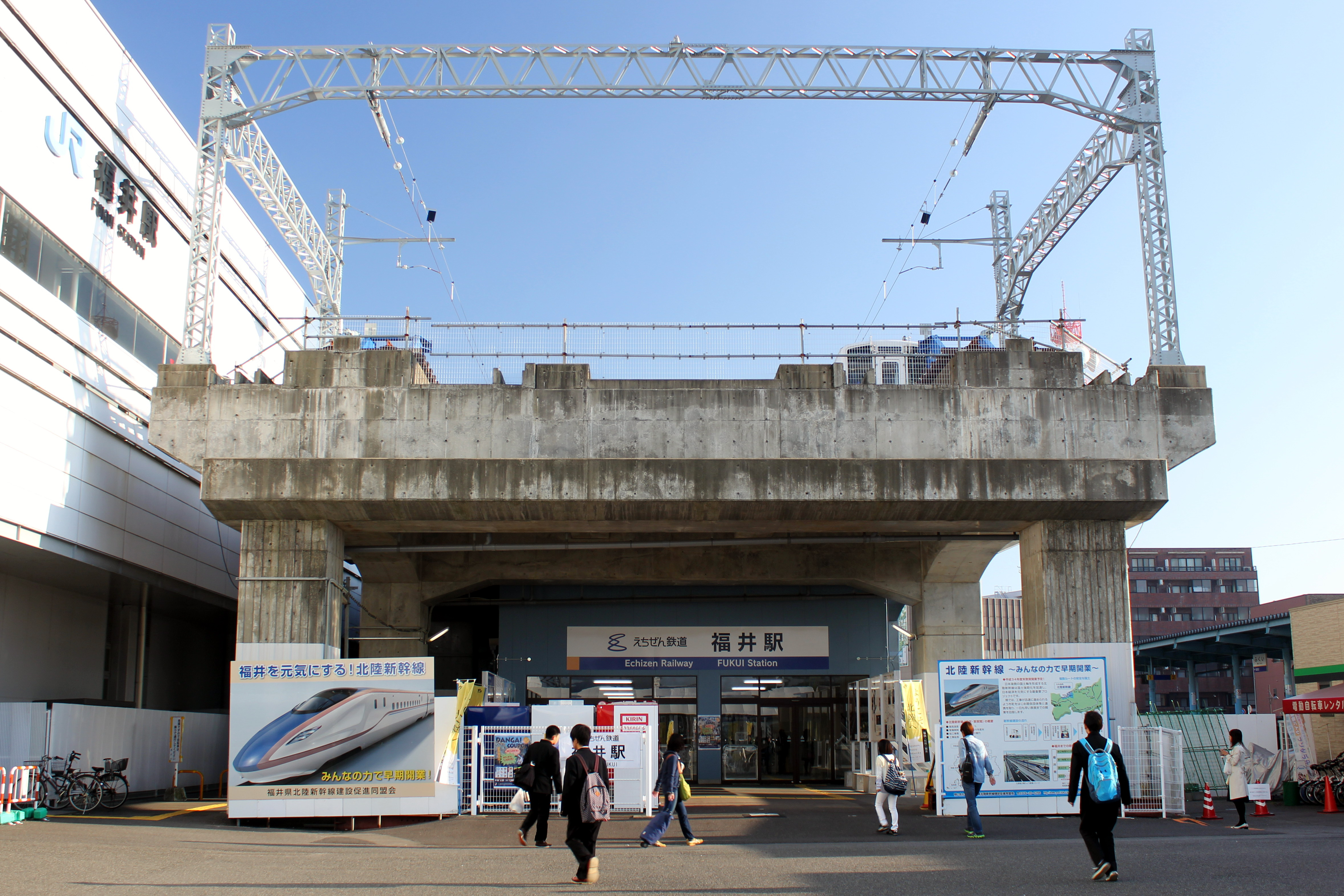
新幹線高架上の仮駅舎時代（2015年10月）
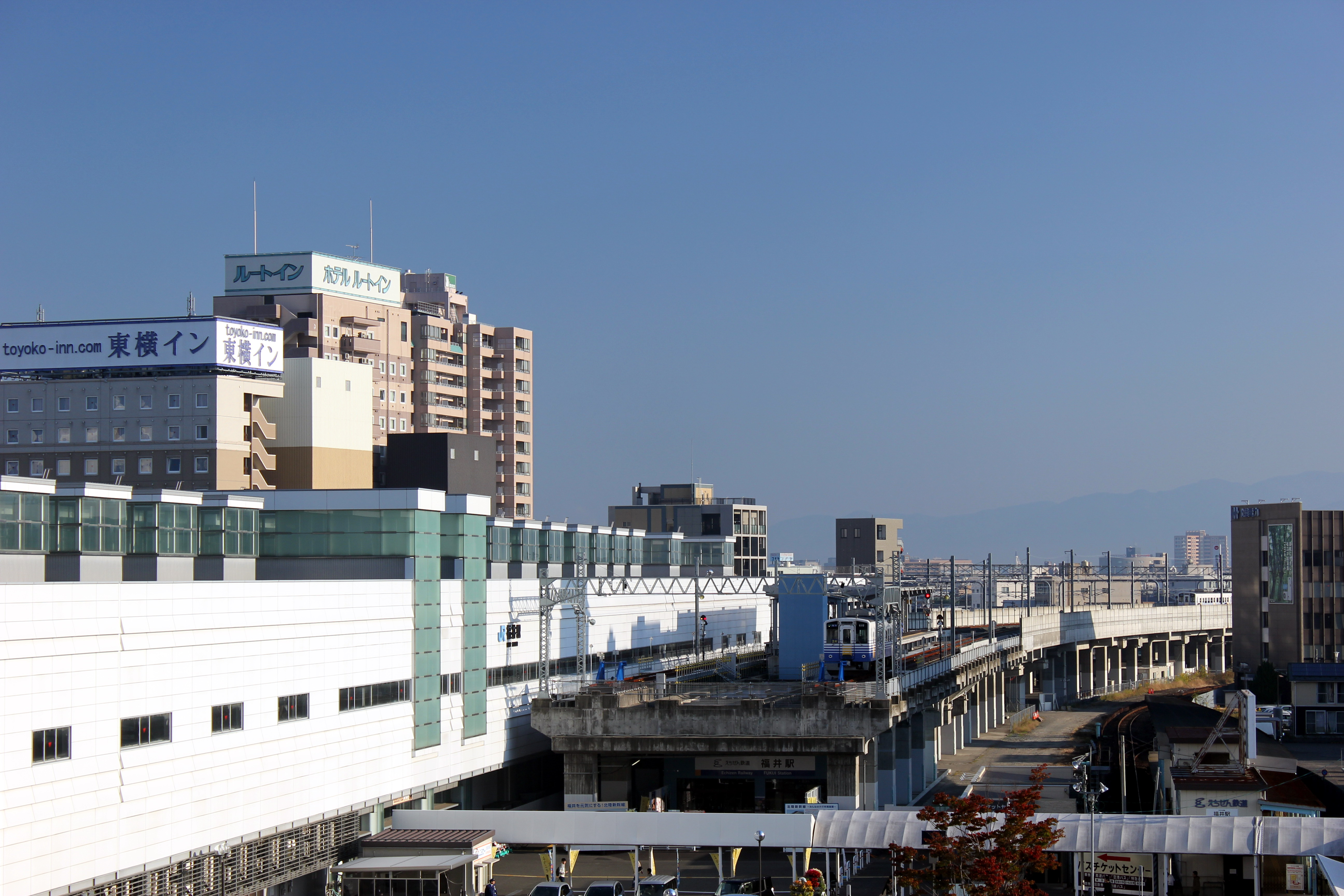
えちぜん鉄道仮駅舎時代の東口（2015年10月）
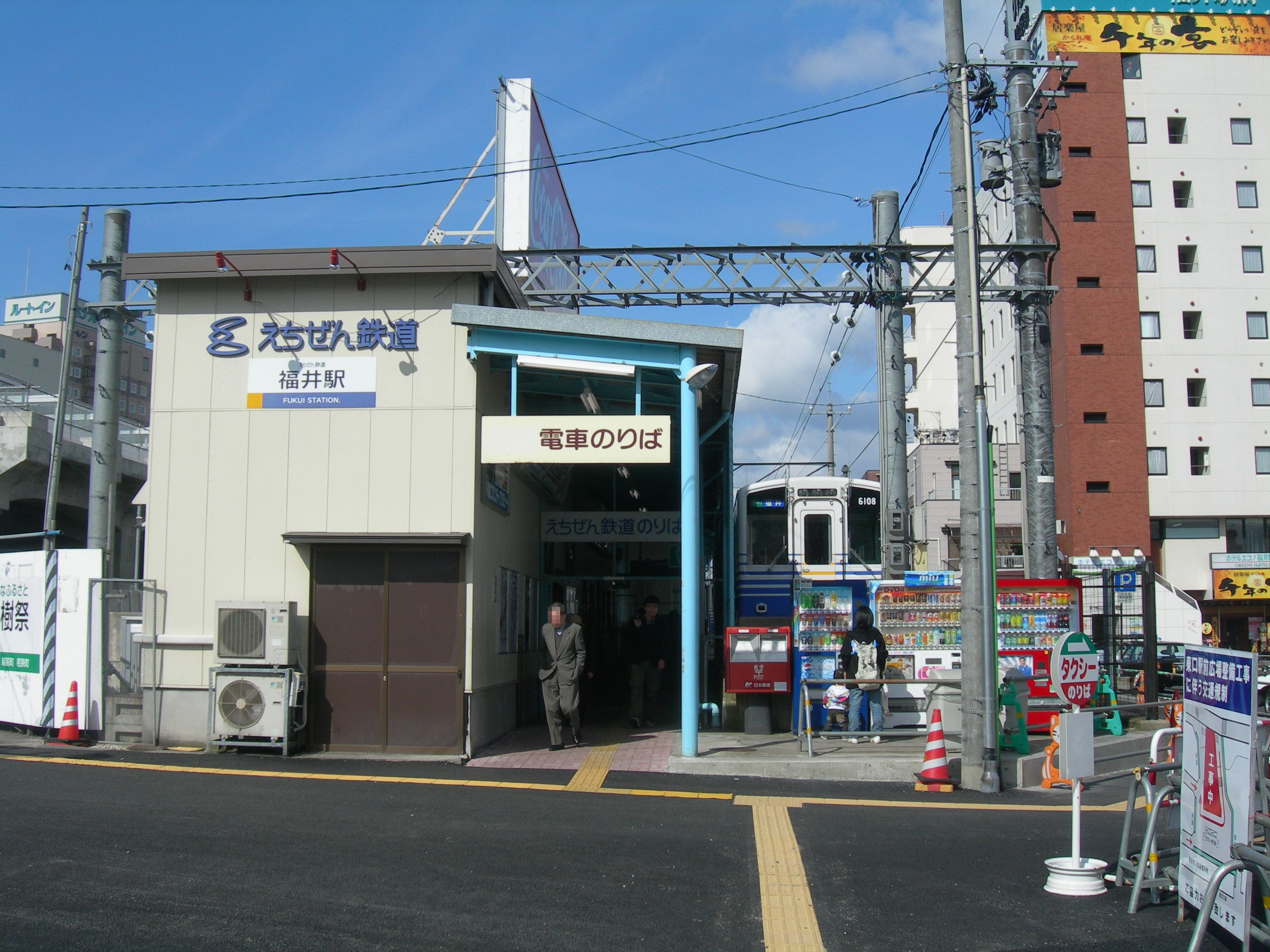
地上の仮駅当時の駅舎（2006年）
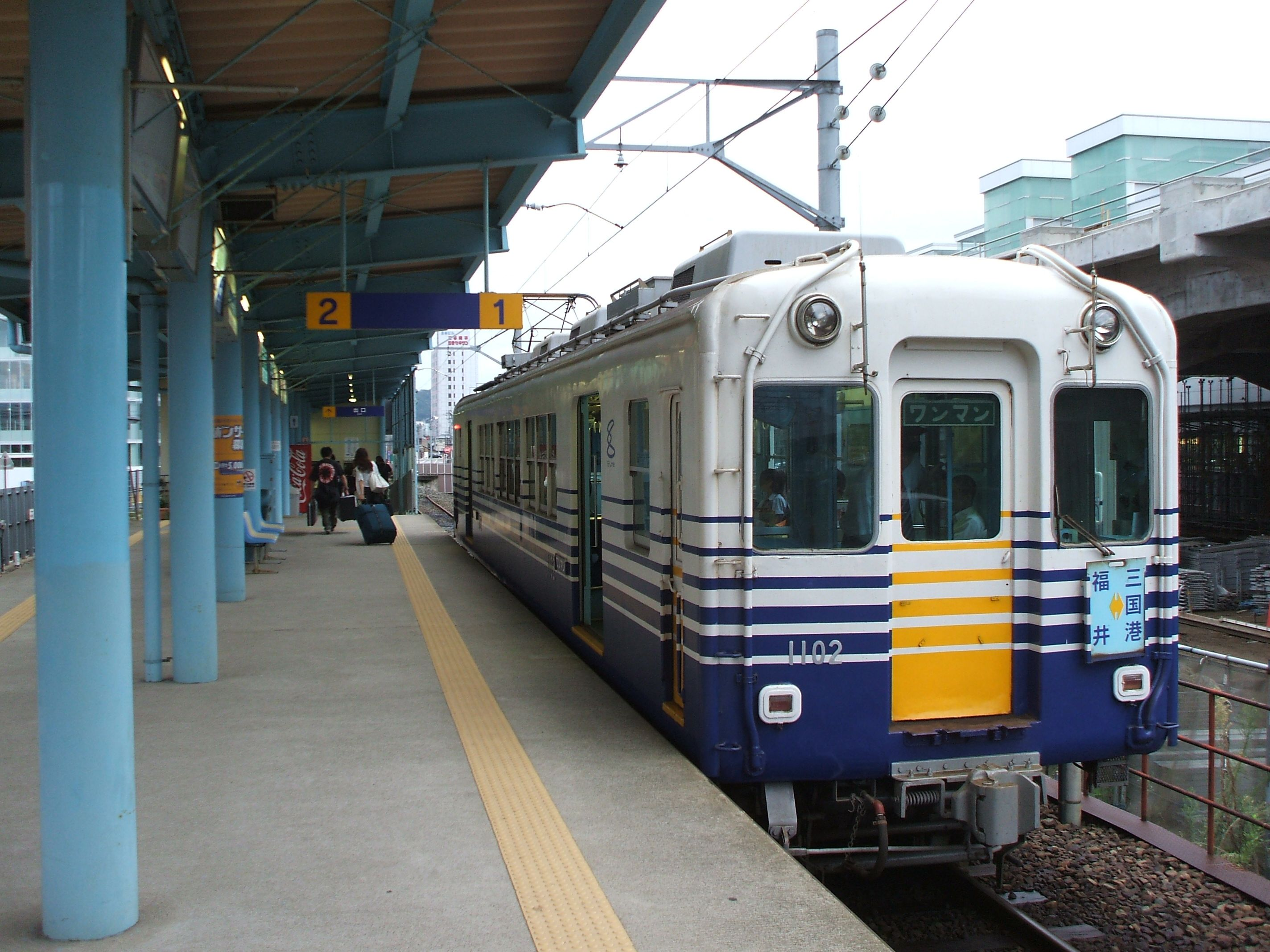
地上の仮駅当時のホーム（2007年）

#### 高架化
当初の計画案では、駅を3階建てとし、2階に京福電気鉄道（現在のえちぜん鉄道）が乗り入れ、3階に新幹線が乗り入れる予定だったが、衝突事故による京福路線の存続廃止問題などを勘案した結果、新幹線駅は2階建てで決着した。その後、先行的に新幹線ホームを竣工させ、そこに京福電気鉄道を乗り入れさせて暫定的に高架化することが考えられたが、北陸新幹線の着工が具体化すると、今度は新幹線とえちぜん鉄道がそれぞれ単線で高架駅に乗り入れる案が浮上した。この案では、三国芦原線は高架化せず、LRT化した上で福井鉄道に乗り入れるとされた。
2011年に北陸新幹線を金沢駅 - 敦賀駅間で着工されることが決まると、途中駅となる当新幹線駅を単線とすることは難があることから、結局えちぜん鉄道の福井駅は現在線（当初計画の仮線）の位置に独立して設置されることとなった。この計画では、まず北陸新幹線の高架を完成させ、そこにえちぜん鉄道を乗り入れさせる。その上で現在線の位置に高架駅を建設するもので、2015年9月27日に仮線へ移転した。2018年6月24日にえちぜん鉄道高架橋での営業運転を開始した。ホームは当初、1番線が勝山永平寺線、2番線が三国芦原線になっていたが、勝山と三国港の位置関係を考えて順序が入れ替わった。その後、新福井駅 - 福井口駅間が単線になると、番線・方面の区別がなくなった。
高架化後、2024年1月中旬に福井市大手2丁目の高架下にYOSHIが運営し複数の飲食店が入る「ふくい屋台村」がオープンすることになった。

### 福井鉄道
福井駅停留場は、福井駅西口広場にある福井鉄道福武線の電停。JR・ハピラインふくいの駅西口（福井城址口）玄関から西へ約80 mに位置し、電停至近で路線バス専用通路を横切る横断歩道を通る。この電停は、福武線本線の福井城址大名町停留場からの分岐線（ヒゲ線）に設けられており、頭端式3面2線の構造である。なお一部の列車は当電停で終着とならず、福井城址大名町に戻って継続運行されるので、設備上は終着駅でありながら運行上は途中駅にも分類される珍しい形態となっている。
2016年3月27日、路線を143メートル延長し西口駅前広場に移設、同時に福井駅前停留場から福井駅停留場へ改称した。

#### のりば
東側（ハピラインふくい・JR西日本の駅舎寄り）から1・2・3番線。西側から付番している他3社の福井駅とは逆順。
| 番線 | 路線    | 方向 | 行先                                           |
| ---- | ------- | ---- | ---------------------------------------------- |
| 1    | ■福武線 | 上り | 降車専用（田原町始発便電車）                   |
| 2    | ■福武線 | 上り | 福井城址大名町・赤十字前・西鯖江・たけふ新方面 |
| 3    | ■福武線 | 下り | 福井城址大名町・田原町方面                     |

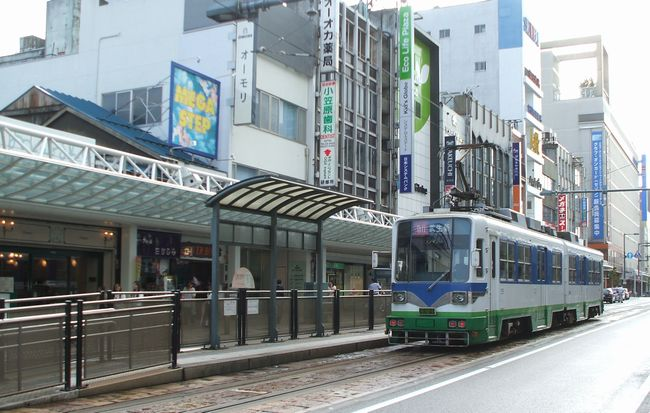
旧ホーム（2009年9月）
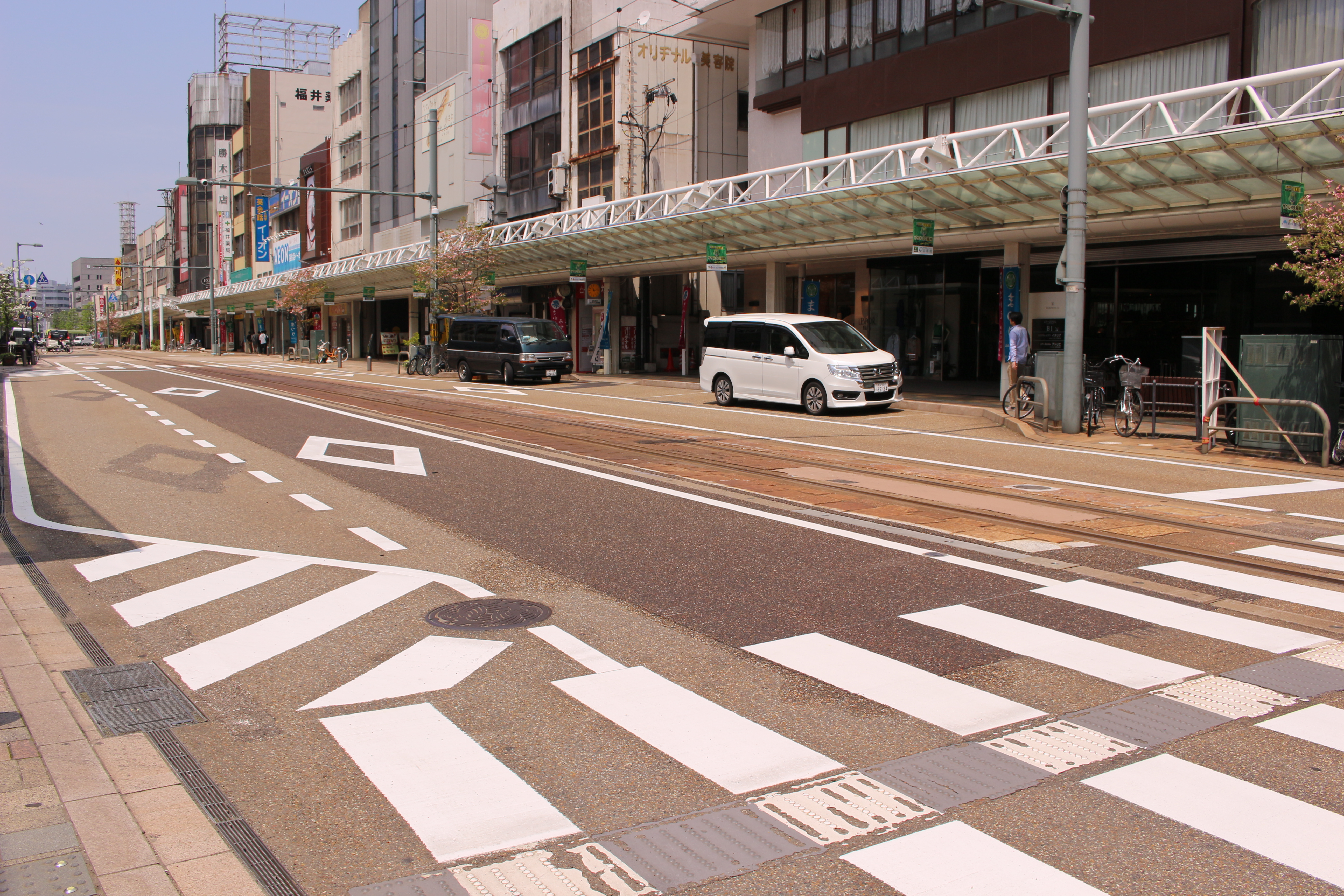
旧ホーム跡地 （2016年4月)

## 駅弁
主な駅弁は下記の通り。
- 越前朝倉物語
- 越前頬福かにまみれかにめし（11 - 3月）
- 北前廻船丼 かに・いくら・うに
- かにうなぎ福めし
- 越前うにめし（6 - 8月）
- 越前かに棒すし
- 越前かにめし
- 越前波の華かにちらし
- 北国鯛寿し
- 北前廻船丼 かに・いくら
- ふくいサーモン みぞれかにちらし
- ままごっつお
- 若狭牛ぎゅうめし弁当
- おとなの焼き鯖寿し
- 福井が一番ソースカツ丼
- 越前贅かにいなり
- 秋きのこと松茸の里弁当（9 - 11月）

## 利用状況

### JR西日本
「福井県統計年鑑」と「福井市統計書」によると、2022年（令和4年）度のJR西日本の1日平均乗車人員は9,012人である。ここ数年はCOVID19が流行した2020年を除き増加傾向にあり、福井県内の駅および北陸本線の途中駅では最も多い。JR西日本の移動等円滑化取組報告書によれば、2023年（令和5年）度の1日当たりの利用者数は18,102人。
| 年度               | JR西日本         | えちぜん鉄道     | ハピラインふくい | 出典     |
| 年度               | 1日平均 乗車人員 | 1日平均 乗車人員 | 1日平均 乗車人員 | 出典     |
| ------------------ | ---------------- | ---------------- | ---------------- | -------- |
| 1992年（平成04年） | 10,574           | 未開業           | 未開業           | [ * 1 ]  |
| 1993年（平成05年） | 11,013           | 未開業           | 未開業           | [ * 1 ]  |
| 1994年（平成06年） | 10,982           | 未開業           | 未開業           | [ * 1 ]  |
| 1995年（平成07年） | 11,153           | 未開業           | 未開業           | [ * 1 ]  |
| 1996年（平成08年） | 11,123           | 未開業           | 未開業           | [ * 1 ]  |
| 1997年（平成09年） | 10,792           | 未開業           | 未開業           | [ * 2 ]  |
| 1998年（平成10年） | 10,602           | 未開業           | 未開業           | [ * 3 ]  |
| 1999年（平成11年） | 10,606           | 未開業           | 未開業           | [ * 4 ]  |
| 2000年（平成12年） | 10,503           | 未開業           | 未開業           | [ * 5 ]  |
| 2001年（平成13年） | 10,456           | 未開業           | 未開業           | [ * 6 ]  |
| 2002年（平成14年） | 10,251           |                  | 未開業           | [ * 7 ]  |
| 2003年（平成15年） | 9,920            |                  | 未開業           | [ * 8 ]  |
| 2004年（平成16年） | 9,726            |                  | 未開業           | [ * 9 ]  |
| 2005年（平成17年） | 9,914            |                  | 未開業           | [ * 10 ] |
| 2006年（平成18年） | 9,828            |                  | 未開業           | [ * 11 ] |
| 2007年（平成19年） | 9,968            |                  | 未開業           | [ * 12 ] |
| 2008年（平成20年） | 9,981            |                  | 未開業           | [ * 13 ] |
| 2009年（平成21年） | 9,552            |                  | 未開業           | [ * 14 ] |
| 2010年（平成22年） | 9,498            |                  | 未開業           | [ * 15 ] |
| 2011年（平成23年） | 9,542            | 5,361            | 未開業           | [ * 16 ] |
| 2012年（平成24年） | 9,602            | 5,474            | 未開業           | [ * 17 ] |
| 2013年（平成25年） | 9,756            | 5,563            | 未開業           | [ * 18 ] |
| 2014年（平成26年） | 9,632            | 5,633            | 未開業           | [ * 19 ] |
| 2015年（平成27年） | 9,937            | 6,132            | 未開業           | [ * 20 ] |
| 2016年（平成28年） | 10,132           | 6,145            | 未開業           | [ * 21 ] |
| 2017年（平成29年） | 10,257           | 6,137            | 未開業           | [ * 22 ] |
| 2018年（平成30年） | 10,430           | 6,392            | 未開業           | [ * 23 ] |
| 2019年（令和元年） | 10,301           |                  | 未開業           | [ * 24 ] |
| 2020年（令和2年）  | 6,759            |                  | 未開業           |          |
| 2021年（令和3年）  | 7,600            |                  | 未開業           |          |
| 2022年（令和4年）  | 9,012            |                  | 未開業           |          |
| 2023年（令和5年）  |                  |                  | 未開業           |          |
| 2024年（令和6年）  |                  |                  |                  |          |

## 駅周辺
駅表（西口側）は福井県内最大の繁華街で再開発が進んでおり、2016年には駅隣接地に高層再開発ビルのハピリン、2024年には西口広場向かいに県内で最も高い建物となった高層再開発ビル群ふくまちブロックがそれぞれ開業している。
商店街とホテルのほか、福井では唯一の百貨店（西武福井店）がありオフィスビルが建ち並ぶ。バスターミナルは駅西側300 mから500 mの路上に市内バス乗り場、西側約600mの福井県繊協ビル1階に郊外バス乗り場（京福バスターミナル）があったが、2010年3月31日で営業を終了し、「市内バス乗り場」に集約されたのち、2016年3月27日の西口交通広場の使用開始によって、福井鉄道の軌道線延伸と同時に同広場のバス乗降場へ移転し、各交通機関相互の乗継の利便性が大幅に高まった。また駅前広場に恐竜像が置かれ、西口側の駅の壁面に恐竜のラッピングが施されるなどして、福井県の観光資源である恐竜をPRしている。
駅裏（東口側）は住宅街となっているが、2000年代に入ってからは東口においても再開発が進められており、西口同様ビジネスホテル（ホテルエコノ福井駅前など）がある。2007年4月19日に駅隣接地へ再開発ビル「AOSSA」（地上10階・地下2階建て）がオープンしており、商業施設および県民会館や福井市立桜木図書館などの公共施設が入っている。2009年5月22日には交通広場の整備に伴い高速バス乗降場が移設開業し、新たな一面をのぞかせつつある。
2024年3月1日、福井市の条例改正施行により、福井駅周辺 を範囲とした罰則（過料処分）付きの禁煙区域が設定された。区域内側の例外としてJR西日本による北陸新幹線ホーム上の喫煙所をはじめ各施設内に喫煙可能箇所が設けられている場合があるほか、西口側の駅前交番と東口側のえちぜん鉄道駅北口を結ぶ「御園通り」のハピラインふくい線高架下の公衆トイレに隣接して市設置の喫煙所（供用時間：5時 - 翌日1時）がある。

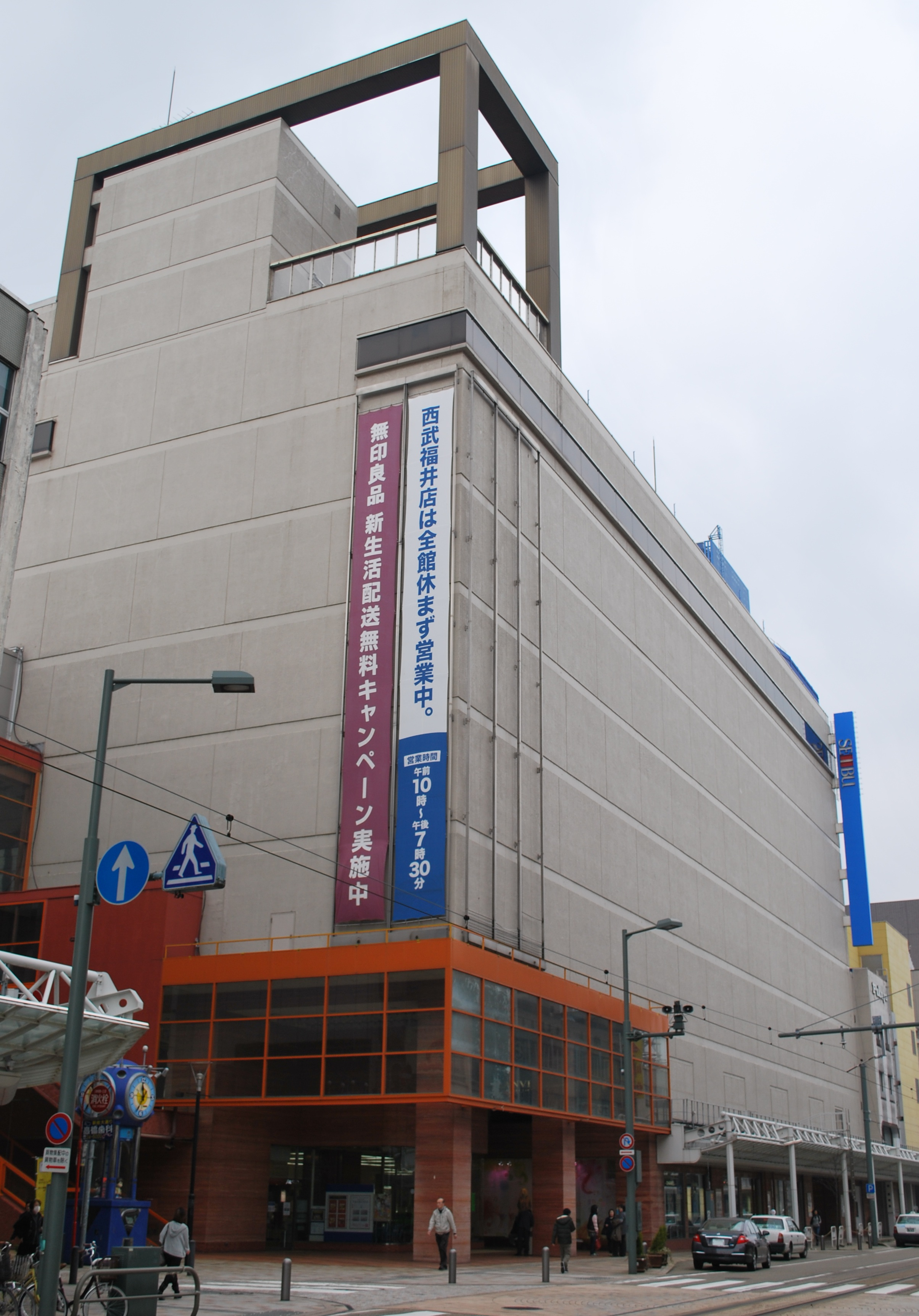
西武福井店
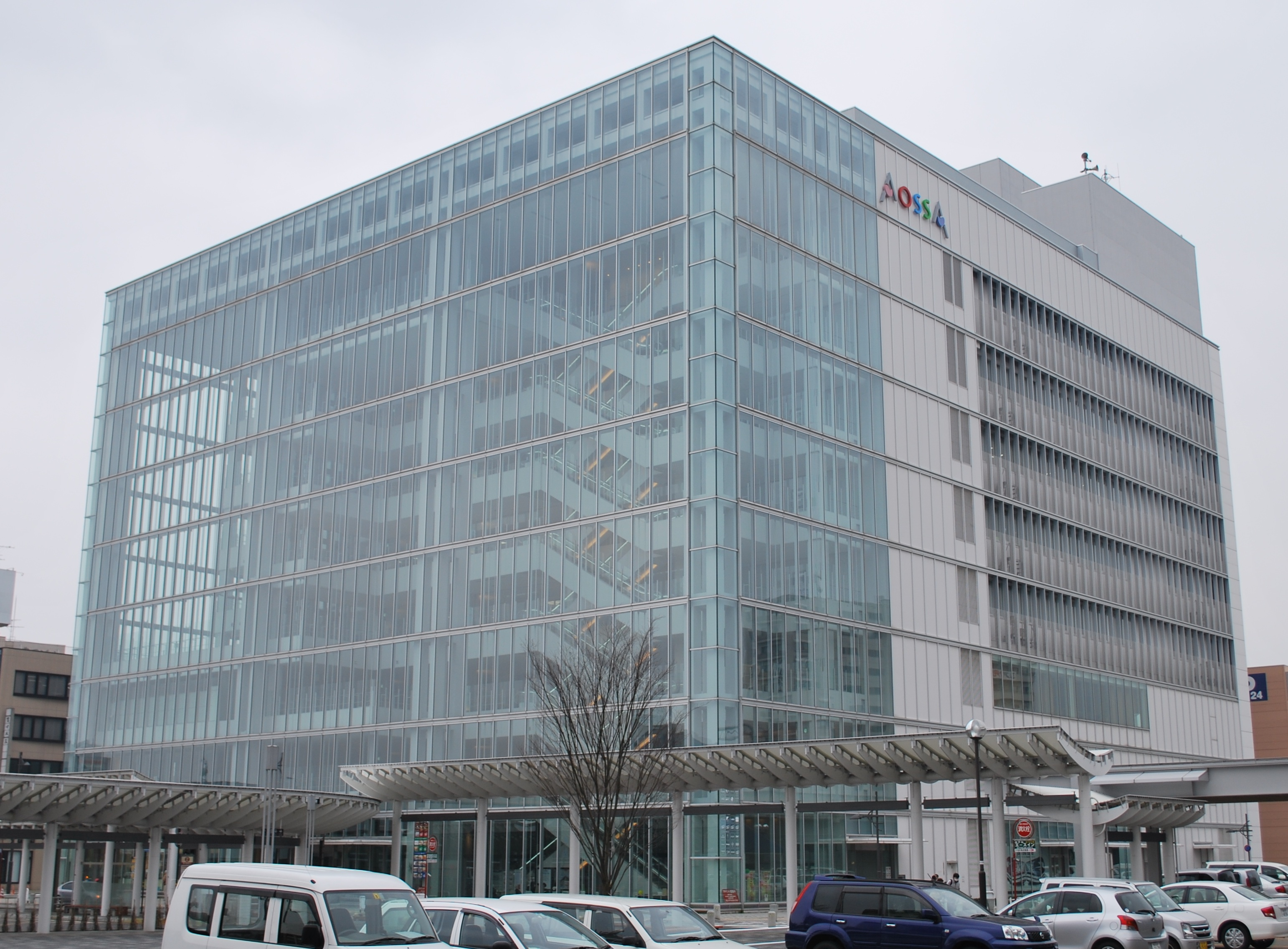
AOSSA

### 西口（福井城址口）
西口には福井城址、柴田神社をはじめとする史跡や、福井県庁・福井県警察本部（福井城址内）・福井市役所などの各種公共機関、福井銀行本店などの金融機関、宿泊施設が多く軒を連ねる。また、老舗百貨店を前身とする西武福井店やシネコンなどの商業施設も西口側に集積しており、「片町」と呼ばれる歓楽街も西口側にある。また、文化施設としてセーレンプラネット（福井市自然史博物館分館）や越前ふくい美術館、福井市グリフィス記念館が1 km圏内。
- 福井市まちなか案内所（福井市観光協会運営）
- 東横INN福井駅前
- ホテルルートイン福井駅前
- コートヤード・バイ・マリオット福井(県内初の外資系ホテル)

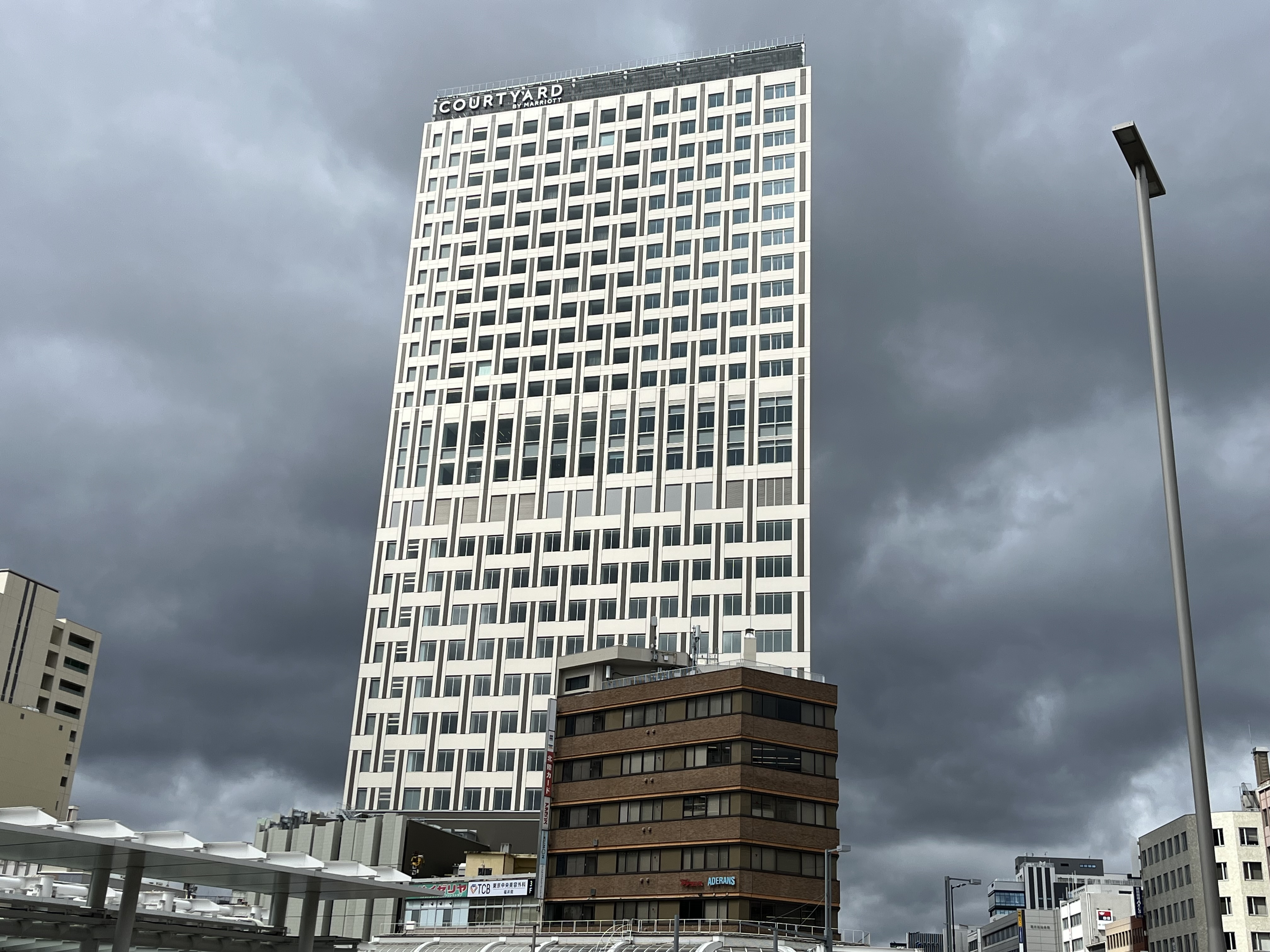
コートヤード・バイ・マリオット福井

### 東口（一乗谷口）
東口側は高層ビルがほとんどなく、住宅街となっている。宿泊施設や飲食店、オフィスビルもいくつかあるが西口側に比べかなり少ない。1 km内外に福井地方合同庁舎、福井地方気象台、福井県立こども歴史文化館などがある。
- 福井市観光交流センター（新幹線駅増築棟） - ふくい観光案内所（福井県観光連盟運営）ほか

## バス路線

### 高速路線バス・空港連絡バス・特急バス
かつて高速路線は、西口から約600m離れた京福バスターミナルより発車していたが、2009年5月22日より東口交通広場へ変更となった（乗車・降車とも）。また2013年の高速路線バス制度発足に伴い、旧高速ツアーバスから転換した路線が同交通広場外に新設した停留場を使用している。
福井駅東口停留場
JR駅東口正面・福井市観光交流センター前に1番のりば、ロータリー沿って入口方向、AOSSA北面向かい側の2番、3番と続く。4番のりばは3番のりばから南約50m、木田橋通り路上のAOSSA東面にある。1・2番のりば発の路線の乗車券は、えちぜん鉄道駅舎内の京福バスチケットセンター、3番のりば発のうち定期観光バスの乗車券は福井市観光交流センター内ふくい観光案内所でそれぞれ取り扱っている。
- 1番のりば（県内観光地等）
  - 永平寺ライナー 福井駅東口⇔永平寺（京福バス）
  - 朝倉・永平寺ダイレクトパス 福井駅東口⇔永平寺（福井交通）
  - スキージャム勝山 直行バス（京福バス）※12月中旬〜翌年4月上旬運行
- 2番のりば（県外高速バス等）
  - 北陸道特急バス 福井⇔名古屋（京福バス・福井鉄道・JR東海バス・名鉄バス）
  - 福井⇔大阪梅田・大阪万博会場(夢洲)（京福バス・福井鉄道・阪急観光バス）
  - 福井⇔小松空港（京福バス）
  - ＜夜行＞青春ドリーム福井号（JRバス関東）※運休中
- 3番のりば（定期観光バス、西日本JRバス、その他高速バス等）
  - 【定期観光】新感覚XRバス WOW RIDE いこっさ！福井号（京福バス） ※期間限定
    - 福井駅東口⇔福井県立恐竜博物館

  - 北陸道青春昼特急大阪号 金沢⇔福井⇔京都・大阪・USJ（西日本JRバス）
  - ＜夜行＞百万石ドリーム広島号  富山発着・福井⇔岡山・広島（西日本JRバス・中国JRバス）※運休中
  - 降車場、臨時
- 4番のりば（2013年以降参入の高速路線バス事業者）
  - ＜夜行＞WILLER EXPRESS ※運休中
    - 東京ディズニーランド・新宿⇔福井（WILLER EXPRESS）
    - 東京ディズニーランド・池袋⇔福井（WILLER EXPRESS）

  - ＜夜行＞オリオンバス 東京ディズニーランド・東京駅・新宿⇔福井（オー・ティー・ビー、大野観光自動車）
  - ＜夜行＞キラキラ号 海老名(福井発便のみ)・横浜・新宿⇔福井（桜交通）
  - ＜夜行＞杉崎高速バス 横浜・東京駅・大宮⇔福井（杉崎運輸）
  - ＜夜行＞中日本ハイウェイバス 小松発着・福井⇔東京駅・東京ディズニーランド（中日本ツアーバス）

### 無料バス
定期運行する無料バスは、東口交通広場の観光バス乗降場（3番のりばの後方）を発着する。
- フレンドリーバス　福井駅東口⇔福井市美術館・福井県生活学習館・福井県立図書館（福井県）
- 福井けいりん送迎バス（京福バス）

### 路線バス
福井駅周辺を運行する一般路線バスは、後述の例外を除き西口交通広場バスのりばを起終点としており、福井市内一円、および一部隣接市町の主要地へ向かう。同のりば開設時は福井鉄道（福鉄バス）も発着していたが、福井市街への乗入路線廃止によって2024年10月以降は京福バスのみの発着となっている。
京福バス 福井駅停留場
2016年の福井鉄道福武線支線延伸の際にバスターミナルを開設、のりばを6か所設けている。路線バス専用ロータリー入口寄りから降車場、1番のりば（ハピライン駅玄関至近）…6番のりば（福井鉄道電停車止至近）の順となっている。ただし、☆の系統の当駅方面行は福井駅東口停留場（高速バス4番のりばと同位置）を終点としており、西口のバスターミナルへは乗り入れない。
- 1番のりば （北東・東方面）
  - 36 県立病院丸岡線
  - 38 大和田大学病院線
  - 39 大和田丸岡線
  - 51 済生会問屋団地線（上北野先回り）
  - 52 済生会問屋団地線（済生会病院先回り）
- 2番のりば （北・北東方面）
  - 20 幾久・新田塚線（町屋町先回り）
  - 21 幾久・新田塚線（福井大学前先回り）
  - 25 エンゼルランド線
  - 26 福井総合病院線
  - 28 運転者教育センター線
  - 31 丸岡線（丸岡城行）
  - 32 丸岡線（丸岡高校行、丸岡バスターミナル止）
- 3番のりば （北西方面）
  - 10 越前海岸ブルーライン線（波の華行）
  - 11 大安寺線
  - 12 学園線
  - 13 桜ヶ丘団地線
  - 14 越前海岸ブルーライン線（蛭子神社前止）
  - 15 越前海岸ブルーライン線（波の華行）
  - 16 川西・三国線
  - 18 学園線快速（福井高校前行：次停留場「駅前大通り（2番）」のみ停車）
  - 19 越前海岸ブルーライン線（蛭子神社前止）
- 4番のりば （西・南西方面）
  - 70 運動公園線（道守高校先回り）
  - 73 清水グリーンライン線（Cネット福井行）
  - 74 清水グリーンライン線（清水プラント3止）
  - 76 西田中・宿堂線
- 5番のりば （東・南・南東・南西方面）
  - 55 大野線 ☆
  - 59 大野線 ☆
  - 60 羽水高校線
  - 62 一乗谷東郷線（浄教寺行 / 鹿俣行）
  - 71 運動公園線（ベル前先回り）
- 6番のりば 「すまいるバス」
  - 北方面 田原 - 文京方面
  - 東方面 城東 - 日之出方面
  - 西方面 照手 - 足羽方面
  - 南方面 木田・板垣方面
- 福井駅行到着便のみ
  - 30 高木線

## 隣の駅
西日本旅客鉄道（JR西日本）
 北陸新幹線
芦原温泉駅 - 福井駅 - 越前たけふ駅
■九頭竜線（越美北線、当駅 - 越前花堂駅はハピラインふくい線）
福井駅 -（貨）南福井駅 - 越前花堂駅
ハピラインふくい
■ハピラインふくい線
■快速
鯖江駅 - 福井駅
■普通
越前花堂駅 -（貨）南福井駅 - 福井駅 - 森田駅
当駅 - 森田駅間に新駅が設置される予定となっている。
えちぜん鉄道
■勝山永平寺線（■三国芦原線直通含む）
□快速（上り到着列車のみ）・■普通
福井駅 (E1) - 新福井駅 (E2)
福井鉄道
■福武線
■急行・■区間急行・■臨時急行・■普通
福井城址大名町駅 (F21) - 福井駅停留場 (F22)

### 記事本文